# Empire du Brésil
Vous lisez un « article de qualité » labellisé en 2011.
Pour les articles homonymes, voir Brésil (homonymie).
12 octobre 1822 – 15 novembre 1889
(67 ans, 1 mois et 3 jours)
Entités précédentes :
- Royaume-Uni du Portugal, du Brésil et des Algarves

Entités suivantes :
- República Velha
- Uruguay (1825)

L’empire du Brésil (en portugais : Império do Brasil) ou, abusivement, l’Empire brésilien est une entité politique qui occupe, au XIXe siècle, sensiblement les territoires qui constituent le Brésil actuel. Il s'agit alors d'une monarchie constitutionnelle parlementaire et représentative dont les souverains successifs sont les empereurs Pierre Ier et Pierre II, tous deux membres de la maison de Bragance, une branche de la dynastie capétienne vieille de mille ans. D'abord colonie du royaume de Portugal, le Brésil devient le siège de l'empire colonial portugais en 1808, lorsque le futur roi Jean VI, alors régent de Portugal, s'enfuit de son pays après son invasion par les troupes de Napoléon Ier. La famille royale s'installe alors avec son gouvernement dans la ville brésilienne de Rio de Janeiro. Quelques années après la libération du Portugal, Jean VI retourne en Europe en 1821, mais laisse son fils aîné et héritier, l'infant Pierre, à la tête du Brésil en qualité de régent.
Le 7 septembre 1822, le prince Pierre déclare l'indépendance du Brésil et, après une guerre victorieuse contre le royaume de son père, il est proclamé premier empereur du Brésil le 12 octobre sous le nom de Pierre Ier. Le nouveau pays est immense, mais peu peuplé et ethniquement divers. Contrairement aux républiques hispaniques voisines, le Brésil jouit d'une certaine stabilité politique, d'une relative liberté d'expression et du respect des droits civils. Il connaît en outre une croissance économique dynamique. Son Parlement bicaméral, de même que les législatures provinciales et locales, sont élus selon des méthodes démocratiques pour l'époque. Malgré tout, un long conflit idéologique oppose l'empereur et une fraction importante du Parlement sur le rôle du monarque dans le gouvernement. Pierre Ier connaît également d'autres problèmes : l'échec de la guerre de Cisplatine contre les Provinces-Unies du Río de la Plata conduit à la sécession d'une province du Brésil (qui devient plus tard l'Uruguay) en 1828. En dépit de son rôle dans l'indépendance du Brésil, Pierre Ier devient roi de Portugal en 1826 mais abdique immédiatement en faveur de sa fille aînée, Marie II. Deux ans plus tard, le trône portugais est usurpé par le frère cadet de l'empereur, Michel Ier. Ne pouvant gérer simultanément les affaires brésiliennes et portugaises, Pierre Ier abdique le 7 avril 1831 et part aussitôt pour l'Europe pour restaurer sa fille à Lisbonne.
Son successeur au Brésil est son fils Pierre II, âgé de seulement cinq ans. Comme ce dernier est encore mineur, une régence est mise en place mais son autorité montre bien vite ses limites. Le vide du pouvoir résultant de l'absence d'un monarque au pouvoir comme ultime arbitre dans les conflits politiques régionaux conduit à des guerres civiles entre factions locales. Ayant hérité d'un empire au bord de la désintégration, Pierre II, une fois déclaré majeur, réussit à apporter la paix et la stabilité dans le pays qui finit par devenir une puissance émergente sur la scène latino-américaine. Le Brésil remporte alors trois conflits internationaux (la guerre de la Plata, la guerre uruguayenne et la guerre du Paraguay) sous sa direction et joue un rôle prédominant dans plusieurs autres conflits internationaux et querelles internes. Avec la prospérité et le développement économique, le pays connaît un afflux d'immigrants européens, notamment italiens et portugais mais aussi allemands ou juifs. L'esclavage, qui était initialement généralisé, est restreint par des lois successives jusqu'à son abolition définitive en 1888. Les arts visuels, la littérature et le théâtre se développent au cours de cette période de progrès. Bien que fortement influencé par les styles européens qui vont du néoclassicisme au romantisme, chaque apport est adapté aux conceptions locales pour créer une culture propre au Brésil.
Même si les quatre dernières décennies du règne de Pierre II sont marquées par une paix intérieure continue et la prospérité économique, l'empereur ne croit guère en la survie du régime monarchique. En vieillissant, il ne fait aucun effort pour garder le soutien des institutions. Comme Pierre II n'a pas d'héritier mâle (son successeur désigné est sa fille Isabelle mais ni lui ni les classes dirigeantes n'acceptent réellement l'idée d'un souverain féminin au Brésil), de plus en plus d'hommes politiques estiment qu'il n'y a aucune raison de conserver la monarchie. L'empereur est renversé, le 15 novembre 1889, après 58 ans de règne, par un coup d'État qui n'a pour soutien qu'un groupe de militaires désireux d'instaurer une république dictatoriale.

## Histoire

### De l’arrivée de la famille royale portugaise à l’abdication dePierreIer

Le Brésil et les provinces brésiliennes en 1822.

Le territoire qui devient par la suite le Brésil est revendiqué par le Portugal le 22 avril 1500, avec l'arrivée du navigateur Pedro Álvares Cabral sur ses côtes. Un peuplement permanent se met en place à partir de 1532 et, pendant les 300 années qui suivent, le pays s'étend lentement vers l'ouest jusqu'à atteindre la quasi-totalité des frontières du Brésil moderne. En 1808, l'armée de l'empereur des Français Napoléon Ier envahit le Portugal, obligeant la famille royale dirigée par le prince régent Jean à partir en exil. Les Bragance s'installent alors dans la ville brésilienne de Rio de Janeiro, qui devient implicitement le siège de l'empire portugais.
Le 16 décembre 1815, le prince Jean, en sa qualité de régent, crée le Royaume-Uni de Portugal, du Brésil et de l'Algarve, qui fait passer le Brésil du statut de colonie à celui de royaume. Jean VI monte sur le trône portugais l'année suivante, après la mort de sa mère, la reine Marie Ire. Il ne rentre pourtant au Portugal qu'en avril 1821, laissant derrière lui son fils et héritier, le prince Pierre, à la tête du Brésil comme régent,. Le gouvernement portugais décide alors de révoquer immédiatement l'autonomie politique qu'il avait accordée au Brésil en 1808,. La menace de perdre le contrôle limité de leurs affaires locales provoque une opposition généralisée des Brésiliens. José Bonifácio de Andrada e Silva et d'autres dirigeants du territoire réussissent à convaincre Pierre de déclarer l'indépendance du Brésil le 7 septembre 1822 à São Paulo,. Le 12 octobre, le prince est proclamé premier souverain de l'empire du Brésil sous le nom de Pierre Ier et est couronné à la Chapelle impériale de Río de Janeiro le 1er décembre 1822. Le pays devient alors une monarchie constitutionnelle,. La déclaration d’indépendance se heurte toutefois à l’opposition d’unités militaires demeurées au Brésil mais restées fidèles au Portugal. Il s'ensuit une guerre d'indépendance menée à travers tout le pays. Les derniers soldats pro-portugais doivent capituler en mars 1824, et, grâce à la médiation du Royaume-Uni, le Portugal reconnaît l’indépendance du pays par le traité de Rio de Janeiro du 29 août 1825. Pierre Ier se voit alors confirmé dans son titre impérial mais son père, le roi Jean VI, est toutefois proclamé empereur titulaire du Brésil.
Pierre Ier doit faire face à un certain nombre de crises au cours de son règne. Une rébellion sécessionniste éclate dans la province de Cisplatine à la fin de 1825 puis les Provinces-Unies du Río de la Plata tentent d'annexer la région conduisant l'Empire à « une guerre longue, sans gloire, et finalement futile dans le sud ». En mars 1826, le roi Jean VI meurt et son fils aîné hérite brièvement de la couronne portugaise sous le nom de Pierre IV. Il abdique cependant en faveur de sa fille aînée, Marie II. La situation politique brésilienne s'aggrave en 1828 lorsque la guerre dans le sud se termine par la perte de la région de Cisplatine, qui devient dès lors la république indépendante d'Uruguay. Au cours de la même année, à Lisbonne, le prince Michel, frère cadet de Pierre Ier, s'empare du trône de Marie II, déclenchant ainsi la guerre civile portugaise.
D'autres difficultés surviennent lorsque le parlement impérial, l'Assemblée générale, est réuni en 1826. Pierre Ier ainsi qu'une partie importante des députés font valoir que la constitution du Brésil doit prévoir un système judiciaire indépendant, un parlement élu par le peuple et un chef de l'État (l'empereur, en l'occurrence) détenteur du pouvoir exécutif et de prérogatives élargies. D'autres parlementaires souhaitent au contraire que le monarque ne dispose pratiquement que d'un rôle cérémoniel, les députés dirigeant la politique et exerçant le pouvoir en nommant un gouvernement. La lutte pour savoir qui, de l'élite sociale ou des représentants de l'ensemble des citoyens, doit exercer le pouvoir est au centre des débats de 1826 à 1831, reléguant au second plan la mise en place d'une structure gouvernementale et politique. Incapable de traiter les problèmes du Brésil et du Portugal en même temps, l'empereur abdique au profit de son fils, Pierre II, le 7 avril 1831 et s'embarque immédiatement pour l'Europe pour rétablir sa fille sur son trône.

### La minorité dePierreIIet l’anarchie brésilienne

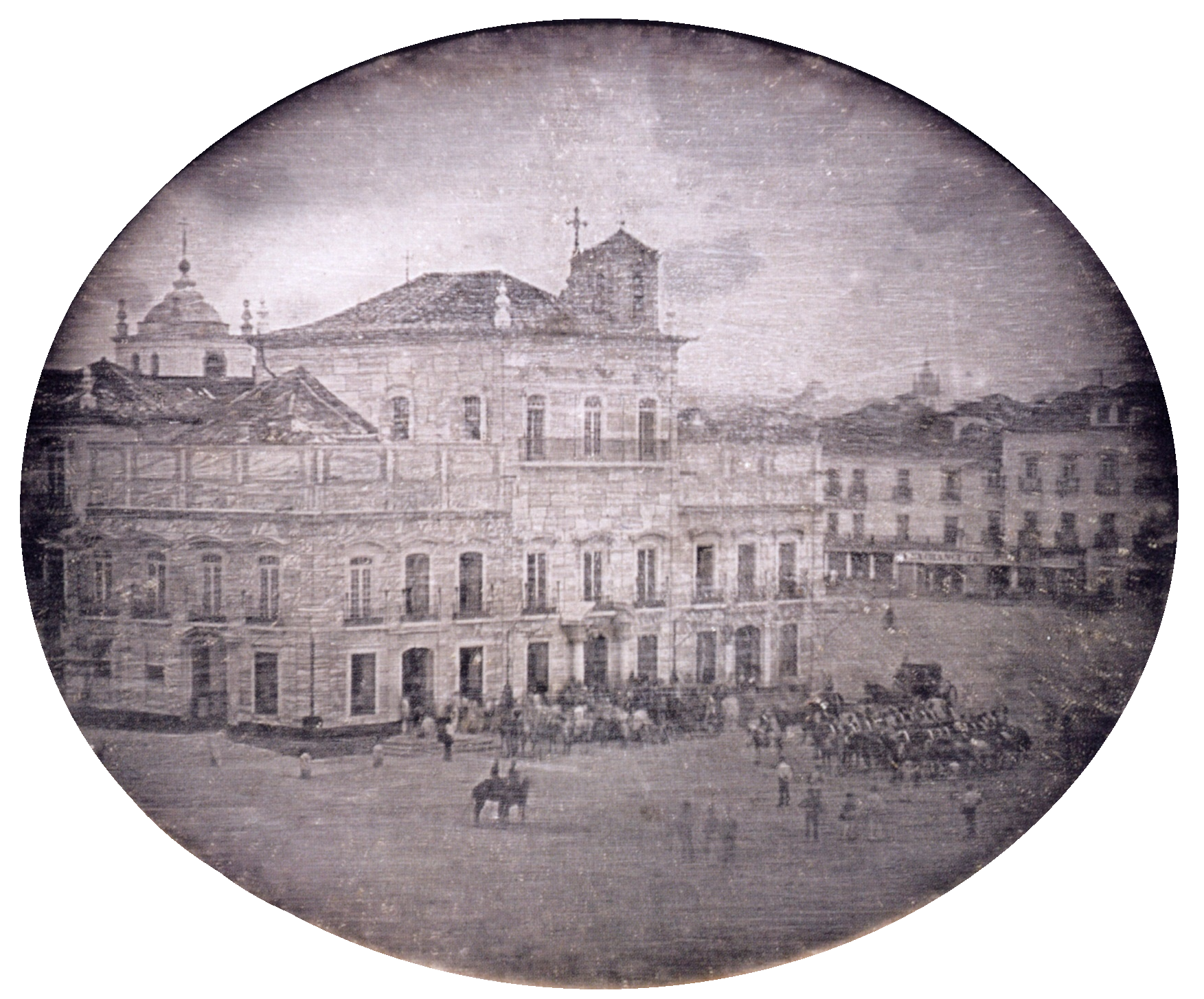
Le palais impérial, siège du gouvernement, en 1840.

Après le départ précipité de Pierre Ier, le Brésil se retrouve avec un garçon de cinq ans à la tête de l’État. Durant douze ans, l’Empire est confronté à l'absence de véritable exécutif car, en vertu de la constitution, Pierre II ne peut pas gouverner avant sa majorité, fixée au 2 décembre 1843. Dans l'intervalle, le pouvoir est confié à une régence élue mais celle-ci ne jouissant que d'une partie des prérogatives impériales et étant subordonnée à l'Assemblée générale, elle n'est pas en mesure de combler le vide au sommet de l'État.
De fait, la Régence se révèle incapable de résoudre les conflits et les rivalités entre hommes politiques nationaux ou factions locales. Estimant que l'octroi d'une plus grande autonomie aux administrations provinciales et locales devrait calmer les dissidences croissantes, l'Assemblée générale adopte, en 1834, un amendement constitutionnel appelé Ato Adicional (Acte additionnel) qui augmente leurs pouvoirs. Au lieu de mettre fin au chaos, cet amendement ne fait qu'aggraver les ambitions et les rivalités locales. Des violences éclatent dans tout le pays. Les partis politiques de toutes tendances cherchent par tous les moyens à diriger les gouvernements provinciaux et municipaux, et chaque parti qui a pris le pouvoir dans une province tente également de prendre le contrôle de l'ensemble du système électoral et politique. Les partis qui ont perdu les élections se soulèvent et essaient de prendre le pouvoir par la force, ce qui provoque plusieurs révoltes, comme la guerre des Farrapos, la Cabanagem et la Balaiada.
Les hommes politiques arrivés à la tête de l'État durant les années 1830 sont ainsi confrontés aux difficultés et aux pièges du pouvoir. Selon l'historien Roderick J. Barman, en 1840, « ils avaient perdu toute confiance en leur capacité à gouverner eux-mêmes le pays. Ils ont accepté Pierre II comme une figure d'autorité dont la présence était indispensable à la survie du pays ». Certains de ces hommes (qui formeront le Parti conservateur dans les années 1840) jugent nécessaire d'avoir une personnalité neutre à la tête du pays, quelqu'un qui, étant au-dessus des factions politiques et des intérêts mesquins, pourrait régler les revendications et les petits conflits. Ils conçoivent le rôle d'un empereur comme plus dépendant du législateur que ne l'avait envisagé Pierre Ier, mais avec des pouvoirs plus étendus que ceux préconisés par leurs rivaux (qui forment plus tard le Parti libéral) au début de la régence. Les libéraux, cependant, réussissent à faire voter une loi pour abaisser l'âge de la majorité de Pierre II de dix-huit à quatorze ans. L'empereur est ainsi déclaré apte à gouverner en juillet 1840.

### La consolidation du pouvoir impérial

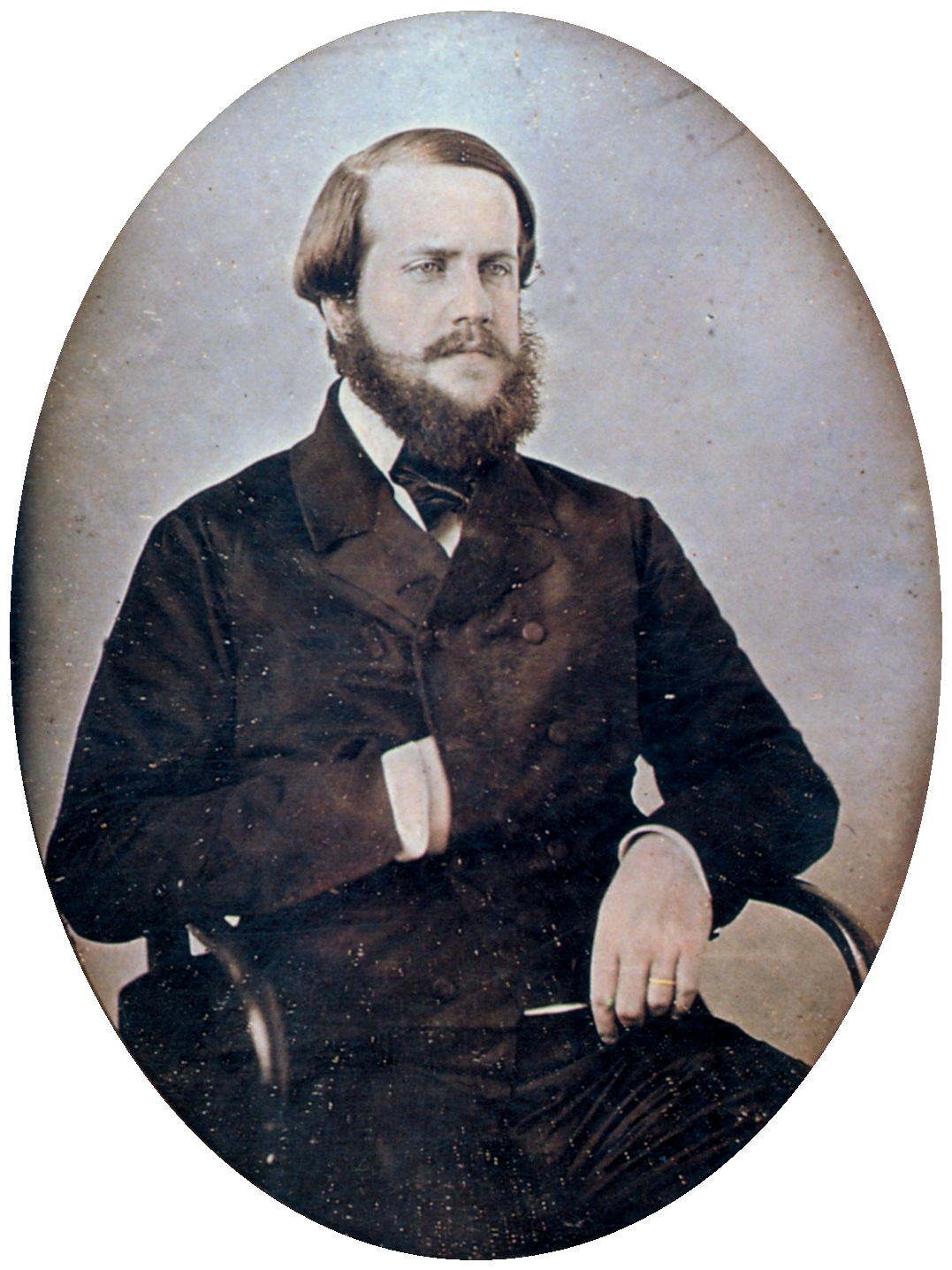
Pierre II vers 1851, à environ 25 ans, a consolidé son autorité et pacifié le pays.

Pour atteindre leurs objectifs, les libéraux s’allient avec un groupe de hauts fonctionnaires du palais et des politiciens influents qui forment la « faction des courtisans ». Ces courtisans font partie du cercle intime de l'empereur et exercent une influence certaine sur lui, ce qui leur permet pendant quelque temps d'enchainer des gouvernements libéraux-courtisans. Cependant, en 1846, Pierre II a suffisamment mûri physiquement et mentalement. Il n'est plus le frêle enfant de 14 ans, influencé par les commérages, les rumeurs de complots secrets et autres tactiques de manipulation. Les faiblesses du jeune empereur s'estompent et sa force de caractère passe au premier plan. Il réussit à supprimer l’influence des courtisans en les écartant en douceur de son cercle intime. Il réussit également à écarter les libéraux du pouvoir, où ils se sont montrés inefficaces, et demande aux conservateurs de former un gouvernement.
Les capacités de l'empereur et du nouveau gouvernement conservateur sont éprouvées par trois crises successives entre 1848 et 1852. La première porte sur l'importation illégale d'esclaves. La traite négrière a été interdite en 1826 par une convention avec la Grande-Bretagne. Elle se poursuit cependant sans relâche, et le vote par le parlement britannique de la Loi Aberdeen de 1845 autorise la Royal Navy à aborder les bateaux brésiliens et à y arrêter toute personne impliquée dans le commerce des esclaves. Alors que le Brésil est aux prises avec ce problème, la révolte de Praieira, un conflit entre factions politiques de la province du Pernambouc (auquel participent des libéraux et des courtisans), éclate le 6 novembre 1848. Elle est réprimée en mars 1849 et constitue la dernière révolte à se produire au cours de la période impériale. Sa fin marque le début de quarante ans de paix intérieure au Brésil. Une loi promulguée le 4 septembre 1850 donne au gouvernement de larges pouvoirs pour lutter contre la traite. Avec cette nouvelle loi, le pays se propose d'éliminer l'importation d'esclaves et, en 1852, la crise avec le Royaume-Uni se termine, Londres acceptant de reconnaître que la traite a été supprimée.
La troisième crise est un conflit avec la Confédération argentine qui porte sur les territoires adjacents au Río de la Plata et à la libre navigation sur le fleuve. Depuis les années 1830, le dictateur argentin Juan Manuel de Rosas soutient les rébellions en Uruguay et au Brésil. L’Empire est incapable de réagir aux menaces de Rosas jusqu'en 1850, quand une alliance se forge entre le Brésil, l'Uruguay et les Argentins mécontents, menant à la guerre de la Plata et au renversement du régime argentin en février 1852,. La résolution de ces crises améliore fortement la stabilité de la nation et son prestige, le Brésil s'imposant comme une puissance régionale dans l'hémisphère sud. Au niveau international, les Européens commencent à voir dans le régime politique du pays l'expression des idéaux libéraux, avec la liberté de la presse et le respect constitutionnel des libertés civiles. Son régime parlementaire est également à l'opposé de l'éventail des dictatures et de l'instabilité endémique des autres nations d'Amérique du Sud au cours de cette période,,.

### La croissance brésilienne

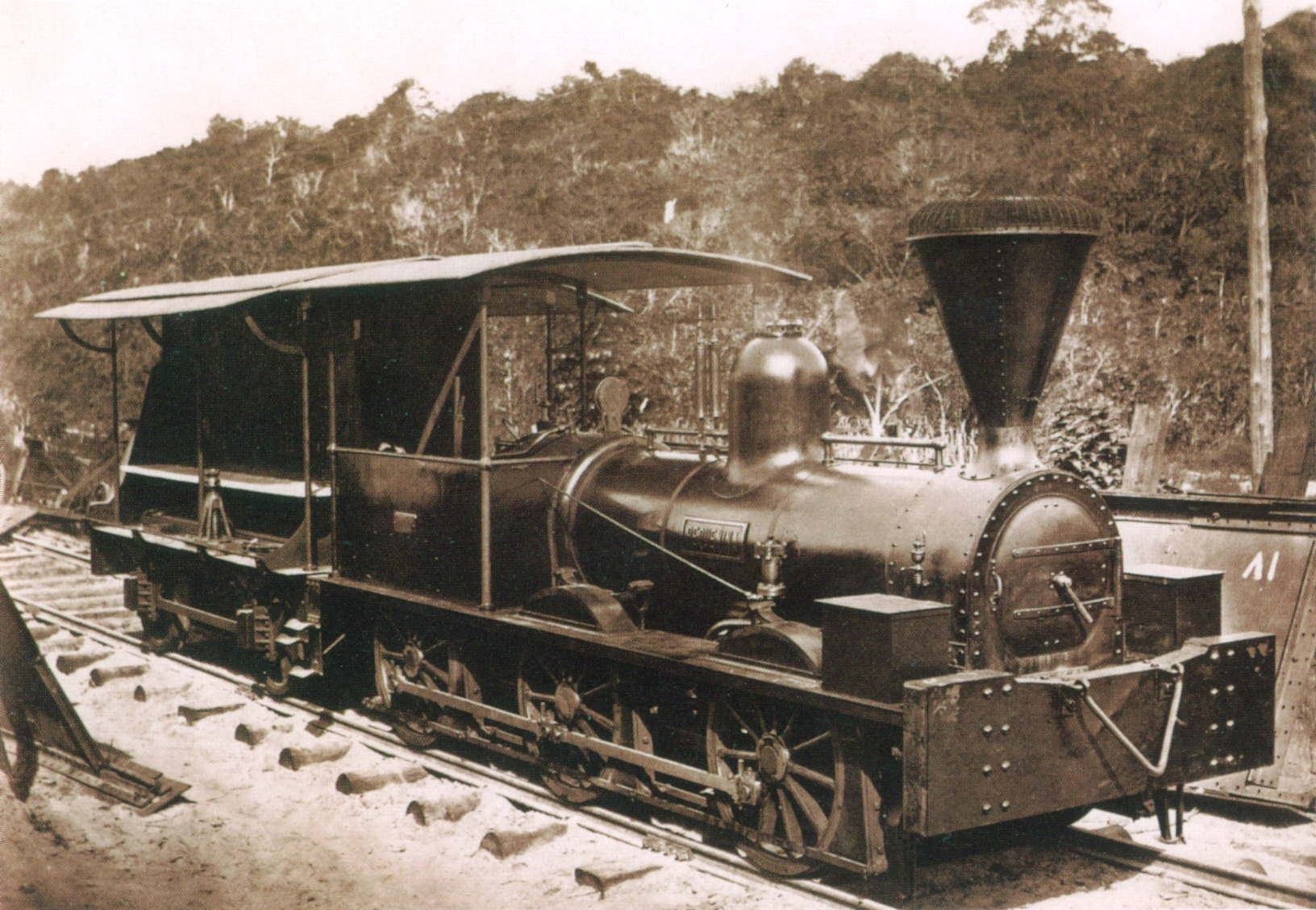
La locomotive Pequenina (« La Petite ») dans la province de Bahia, vers 1859.

Au début des années 1850, le Brésil jouit d'une forte stabilité intérieure et de la prospérité économique. Le pays voit se développer ses infrastructures économiques avec la construction et l'aménagement de lignes de chemins de fer, de télégraphes et de voies d'eau pour la navigation qui lui permettent de former une entité cohésive. Après cinq années passées au pouvoir, le gouvernement conservateur démissionne et, en septembre 1853, Honório Carneiro Leão, marquis de Paraná et chef du Parti conservateur, est chargé de former un nouveau gouvernement. L'empereur veut faire avancer un projet ambitieux, connu par la suite comme « la commission de conciliation », visant à renforcer le rôle du parlement dans le règlement des conflits politiques nationaux,.
Carneiro Leão invite plusieurs libéraux à rejoindre les rangs conservateurs et va jusqu'à nommer certains d'entre eux au gouvernement. Dès le début, le nouveau cabinet se heurte cependant à la forte opposition de l'aile ultra-conservatrice du parti qui ne veut pas des nouvelles recrues libérales. Celle-ci considère en effet que le cabinet est parasité par des libéraux convertis qui ne partagent pas véritablement les idéaux conservateurs mais veulent surtout obtenir des places au gouvernement,,. Malgré cette contestation, Carneiro Leão réussit à repousser les menaces et à surmonter les obstacles qui entravent son pouvoir,. Mais, en septembre 1856, au sommet de sa carrière, il meurt subitement et son gouvernement est renversé en mai 1857.

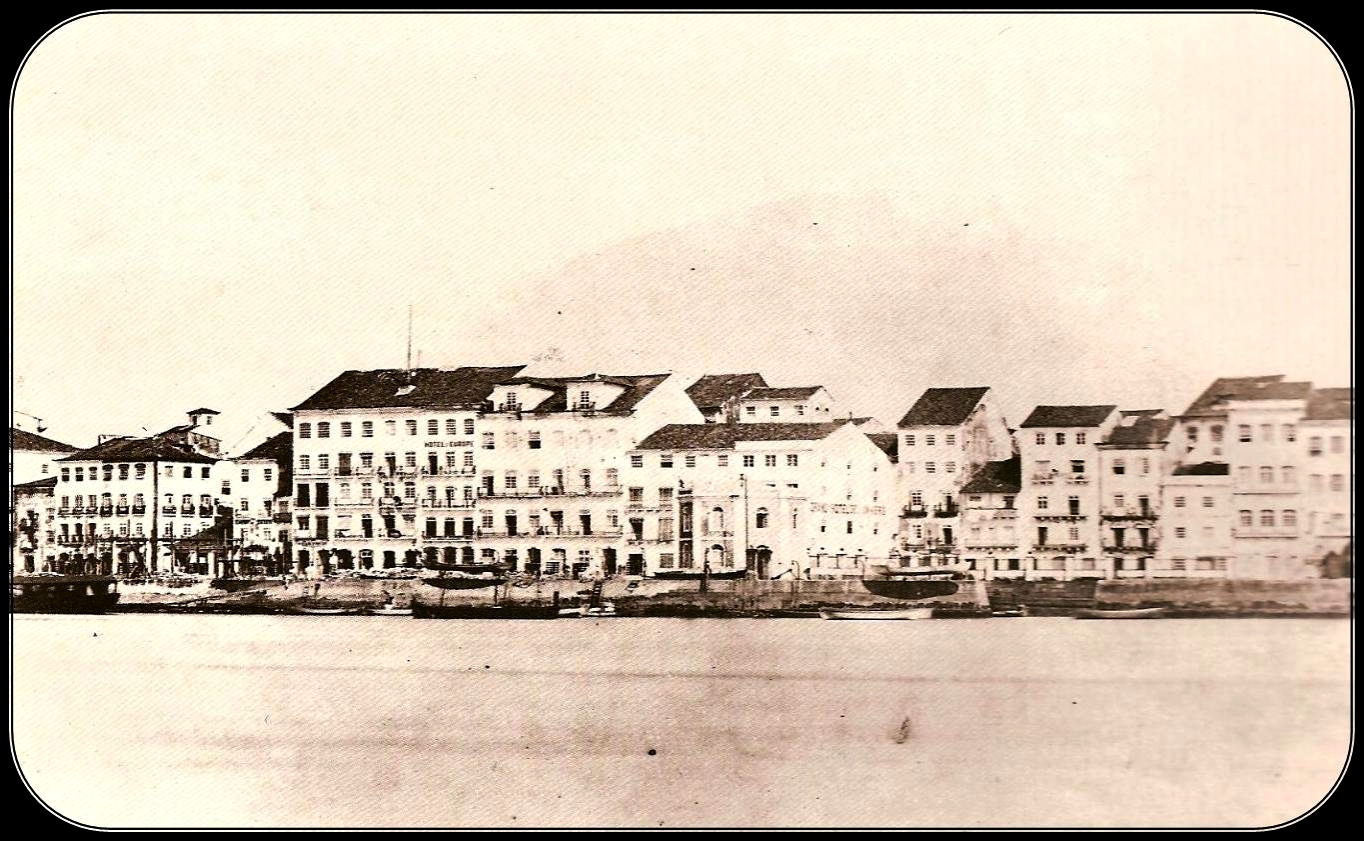
Port de Recife, capitale de la province de Pernambouc, en 1865.

Les ultra-conservateurs ont à leur tête Joaquim Rodrigues Torres, vicomte de Itaboraí, Paulino Soares de Sousa, premier vicomte de Uruguay, et Eusébio de Queirós qui ont tous été ministres entre 1848 et 1853. Ces hommes, qui sont de la même génération que Carneiro Leão, ont pris le contrôle du Parti conservateur après la mort de ce dernier. Dans les années qui suivent, aucun des gouvernements formés ne dure longtemps. Ils sont rapidement renversés en raison d'une absence de majorité à la Chambre des députés. Le Parti conservateur est divisé en deux : d'un côté, les ultra-conservateurs, de l'autre, les modérés qui soutiennent la Commission de conciliation. La scission du parti n'est cependant pas due à cette politique de conciliation mais plutôt, dans le sillage des idées de Carneiro Leão, à l'arrivée d'une nouvelle génération d'hommes politiques désireux d'obtenir plus de pouvoir à l'intérieur de leur parti. Or, ces hommes voient leur accès à de hautes fonctions bloqué par les anciens conservateurs, qui ne veulent pas facilement abandonner leur contrôle.
Les membres du Parti libéral, qui est dans l'opposition depuis la chute du gouvernement en 1848 et la rébellion désastreuse de Praieira en 1849, ont profité de ce qui semblait être l'implosion imminente du Parti conservateur pour revenir au pouvoir avec des forces nouvelles. Ils portent un coup puissant au gouvernement quand ils réussissent à remporter plusieurs sièges à la Chambre des députés aux élections de 1860. Lorsque de nombreux conservateurs modérés font défection pour former avec les libéraux un nouveau parti politique, la Ligue Progressiste, les conservateurs ne peuvent plus gouverner en raison d'une absence de majorité stable et doivent démissionner en mai 1862. Pierre II nomme alors un cabinet progressiste qui marque la fin de quatorze années de domination conservatrice dans la politique nationale. Cette époque a été un moment de paix et de prospérité pour le Brésil : « Le système politique a bien fonctionné. Les libertés civiles ont été maintenues. Le pays a amorcé la création de lignes de chemin de fer, du télégraphe et de voies d'eau. Le pays n'est plus troublé par les différends et les conflits qui s'étaient accumulés au cours de ses trente premières années ».

### La guerre du Paraguay

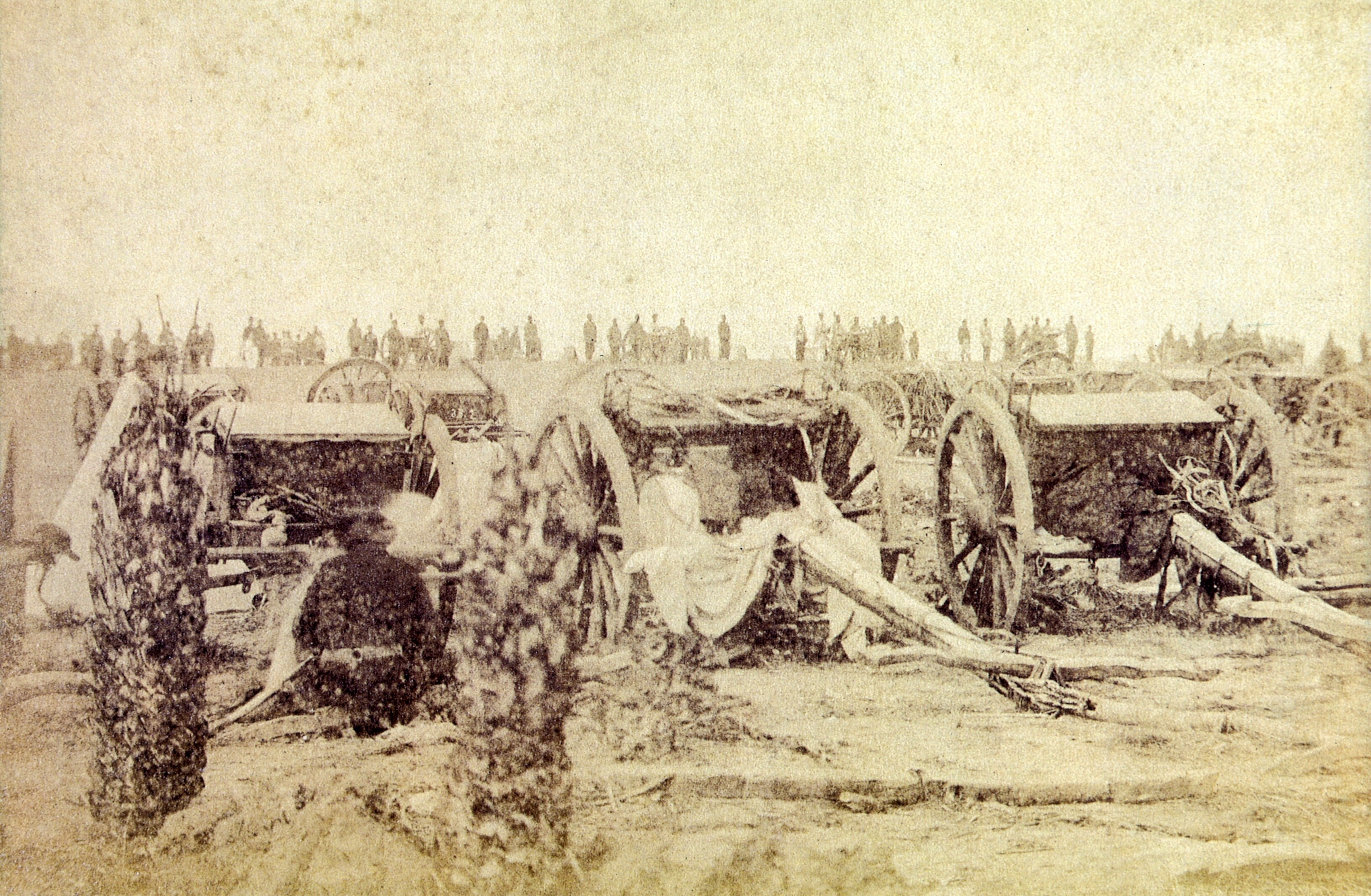
Artillerie brésilienne en position pendant la guerre avec le Paraguay, en 1866.

Cette période d'accalmie prend fin lorsque le consul britannique à Rio de Janeiro menace de déclencher une guerre entre la Grande-Bretagne et le Brésil. Le diplomate envoie en effet au gouvernement impérial un ultimatum contenant des demandes abusives à la suite de deux incidents mineurs survenus l’un à la fin de 1861, l’autre au début de 1862,,. Le gouvernement brésilien refuse alors de céder et le consul ordonne à la flotte de guerre britannique de s’emparer des navires marchands brésiliens à titre d'indemnité,,. L’Empire se prépare alors à la guerre, et les défenses côtières sont autorisées à faire feu sur tout navire de guerre britannique qui essaierait de capturer des navires marchands brésiliens. Le gouvernement brésilien rompt ses relations diplomatiques avec la Grande-Bretagne en juin 1863,,.

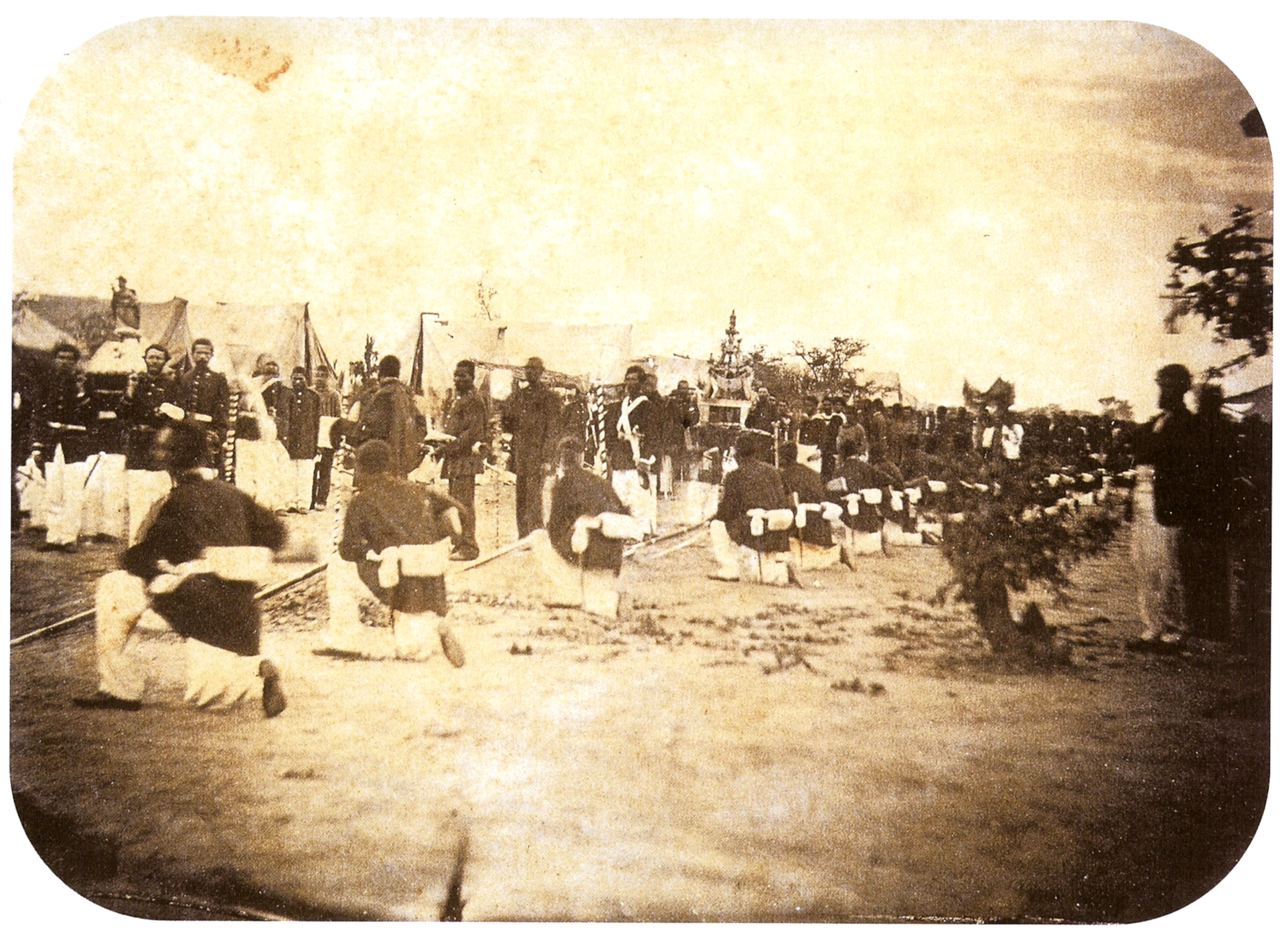
Soldats brésiliens s'agenouillant devant une procession religieuse pendant la guerre contre le Paraguay en 1868.

Alors que la guerre avec l'Empire britannique menace, le pays doit porter son attention sur ses frontières méridionales. Une nouvelle guerre civile a commencé en Uruguay, opposant ses deux principales factions politiques,,. Ce conflit interne s'accompagne de l'assassinat de citoyens brésiliens et du pillage de leurs propriétés uruguayennes. Le gouvernement progressiste brésilien décide donc d'intervenir et envoie une armée qui pénètre en Uruguay en décembre 1864, ce qui marque le début de la brève guerre uruguayenne,,. Le dictateur du Paraguay voisin, Francisco Solano López, profite de la situation en Uruguay pour essayer de hisser son pays au niveau de puissance régionale. En novembre de cette année, il s'empare d'un bateau à vapeur civil brésilien, puis attaque le Brésil : c'est le début de la Guerre du Paraguay,.
Ce qui semble, au départ, n'être qu'une intervention militaire brève et directe conduit en fait à un conflit à grande échelle dans le sud de l'Amérique latine. Toutefois, la menace d'une guerre sur deux fronts (le Royaume-Uni et le Paraguay) disparaît lorsque, en septembre 1865, le gouvernement britannique envoie un émissaire présenter publiquement ses excuses pour la crise survenue entre les deux empires,. L'invasion du Paraguay (en 1864) conduit par contre à un conflit beaucoup plus long que prévu et le pays perd progressivement confiance dans la capacité du cabinet progressiste à conduire la guerre. En outre, depuis sa création, la Ligue progressiste est en proie à des conflits internes entre factions formées par d'anciens conservateurs modérés et d'ex-libéraux,.
Le gouvernement démissionne et Pierre II nomme le vieillissant vicomte d'Itaboraí à la tête d'un nouveau gouvernement en juillet 1868, marquant ainsi le retour des conservateurs au pouvoir. Les deux tendances principales de la ligue progressiste mettent alors de côté leurs différends et rebaptisent leur organisation politique « Parti libéral ». Une troisième tendance, moins nombreuse et plus radicale, se déclare républicaine en 1870, signe inquiétant pour l'empire. Néanmoins, le « gouvernement formé par le vicomte de Itaboraí est bien plus habile que le gouvernement qu'il a remplacé » et le conflit avec le Paraguay prend fin en mars 1870 avec une victoire totale du Brésil et de ses alliés. Plus de 50 000 soldats brésiliens sont morts et la guerre a coûté au Brésil l'équivalent de onze fois son budget annuel. Toutefois, le pays est assez prospère pour que le gouvernement puisse rembourser la dette de guerre en dix ans seulement,. Le conflit a joué également un rôle de stimulant pour la production nationale et la croissance économique.

### L'apogée du régime impérial

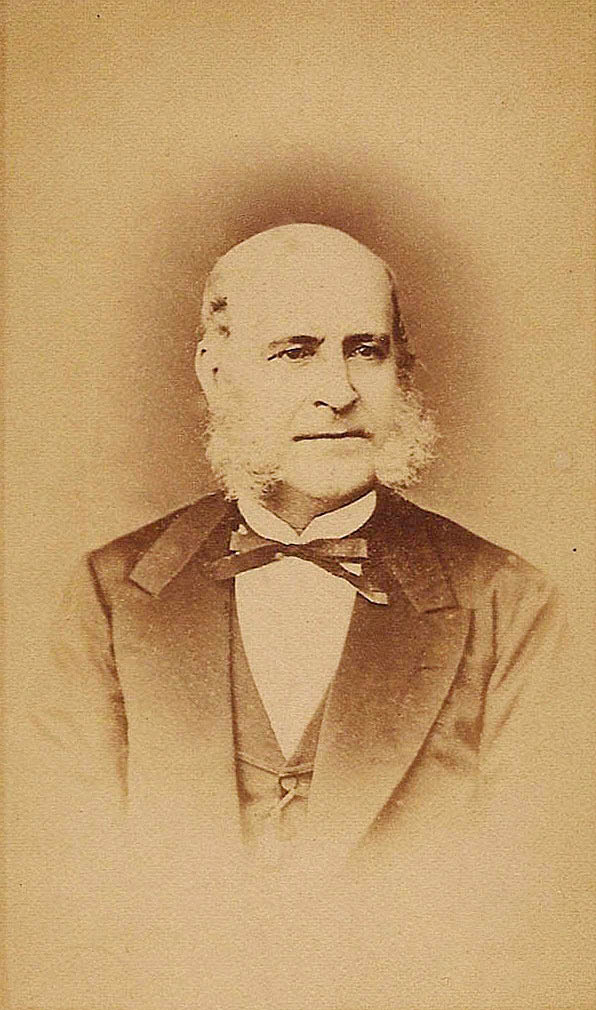
José Maria da Silva Paranhos, vicomte de Rio Branco, vers 1871. Il est le président du Conseil brésilien ayant exercé le plus long mandat.

Le succès diplomatique sur l'Empire britannique et la victoire militaire sur l'Uruguay en 1865, suivies de la fin victorieuse de la guerre avec le Paraguay en 1870, marquent le début de l'âge d'or de l'empire du Brésil. L'économie brésilienne est en plein développement, des lignes de chemin de fer, des voies navigables et d'autres projets de modernisation sont lancés, l'immigration est florissante. L'Empire est reconnu au niveau international comme une nation moderne et progressiste, située juste derrière les États-Unis en Amérique. Il jouit d'une économie politiquement stable, avec un bon potentiel d'investissement.
En mars 1871, Pierre II nomme le conservateur José Maria da Silva Paranhos, vicomte de Rio Branco, à la tête d'un gouvernement dont le principal objectif est de faire adopter une loi pour libérer immédiatement tous les enfants nés de femmes esclaves. Le projet de loi controversé est présenté à la Chambre des députés en mai et « doit faire face à une opposition déterminée, qui reçoit le soutien d'environ un tiers des députés et qui cherche à dresser l'opinion publique contre la loi ». Le projet est finalement promulgué en septembre et est connu sous le nom « Loi du ventre libre ». Cette victoire de Rio Branco ébranle cependant sérieusement la stabilité politique de l'Empire. La loi « scinde le parti conservateurs en deux, une faction du parti soutenant la réforme tandis que l'autre connue sous le nom des escravocratas (« esclavocrates ») se lance dans une opposition violente », formant une nouvelle génération d'ultra-conservateurs.
Cette loi, qui a le soutien de Pierre II, entraîne l'arrêt du soutien inconditionnel des ultraconservateurs à l'empire. Le Parti conservateur refait l'expérience des profondes divisions qu'il avait connues dans les années 1850, lorsque le soutien de la politique de conciliation avait donné lieu à la création de la Ligue des progressistes. Les ultra-conservateurs, dirigés par Eusébio, Uruguay et Itaboraí, qui se sont opposés à cette loi, croient pourtant que l'empereur est indispensable au bon fonctionnement du système politique : il est l'arbitre ultime et impartial lorsqu'une impasse politique menace. Cependant, la nouvelle génération ultra-conservatrice n'a pas connu les années de Régence au début du règne de Pierre II, quand des dangers externes et internes menaçaient l'existence même de l'Empire. Elle a seulement connu la prospérité, la paix et une administration stable. Pour cette nouvelle génération et pour les classes dirigeantes en général, la présence d'un monarque neutre qui pourrait régler les différends politiques n'a donc plus d'importance. En outre, depuis que l'empereur a clairement montré son refus de l'esclavage, il a compromis sa position d'arbitre neutre. Pour les jeunes hommes politiques ultra-conservateurs, il n'y a donc plus aucune raison de soutenir ou de défendre le système impérial.

### Le déclin de la monarchie

L'empire du Brésil vers 1889. Il a perdu la Province cisplatine en 1828 mais deux nouvelles provinces ont été créées : Amazonas et Paraná.

Les faiblesses de la monarchie vont toutefois demander plusieurs années pour apparaître au grand jour. Le Brésil continue à connaître la prospérité pendant les années 1880, l'économie et la société se développent rapidement et on voit même se développer les premiers mouvements en faveur des droits des femmes,.
Les lettres écrites par Pierre II contrastent avec cette impression de dynamisme. Elles révèlent un homme cultivé mais vieillissant et las du monde, de plus en plus coupé de l'actualité et pessimiste sur l'avenir. Le souverain continue d'exercer méticuleusement ses fonctions officielles mais il le fait souvent sans enthousiasme et ne s'active plus à maintenir la stabilité du pays. Il devient « de plus en plus indifférent au sort du régime » et son manque de réaction pour protéger le système lorsqu'il est menacé a conduit les historiens à lui attribuer la « principale, voire peut-être la seule, responsabilité » de la chute de la monarchie.
L'absence d'héritier mâle capable de donner une nouvelle direction à la nation pèse sur l'avenir de la monarchie. De fait, l'héritier de la couronne est la fille aînée de l'empereur, la princesse Isabelle, et celle-ci se montre peu empressée de monter sur le trône. Même si la constitution permet aux femmes de ceindre la couronne impériale, le Brésil est encore très traditionaliste et la société civile reste largement dominée par les hommes. L'opinion majoritaire est donc que seul un homme est capable d'assumer le rôle de chef d'État. En fait, Pierre II, les milieux dirigeants et l’ensemble de l’establishment politique sont convaincus qu’une femme ne peut pas monter sur le trône. D’ailleurs, le souverain semble croire que la mort de ses deux fils et l’absence d’héritier mâle sont des signes que l’Empire est destiné à disparaître avec lui.
Un empereur qui ne s'intéresse plus à son trône, une héritière qui n'a guère envie de lui succéder, une classe dirigeante mécontente et de plus en plus opposée à l'intervention impériale dans les affaires nationales : ce sont là les facteurs explicatifs de la fin de la monarchie mais c'est dans les rangs de l'Armée que se développe l'opposition qui va renverser le régime. Le républicanisme n'a pas beaucoup de partisans au Brésil,, en dehors de certains cercles minoritaires,. Une association de républicains et de positivistes se développe toutefois dans les rangs des officiers subalternes et intermédiaires et elle constitue bientôt une grave menace pour la monarchie. Ces officiers sont partisans d'une dictature républicaine, qui, selon eux, est supérieure à une monarchie libérale et démocratique,. Commençant par de petits actes d'insubordination au début des années 1880, le mécontentement dans l'armée prend de l'ampleur au cours de la décennie et, ni l'empereur qui s'en désintéresse, ni les hommes politiques ne se révèlent capables de rétablir l'autorité du pouvoir sur l'armée.

### Le coup d’État républicain et la déposition dePierreII

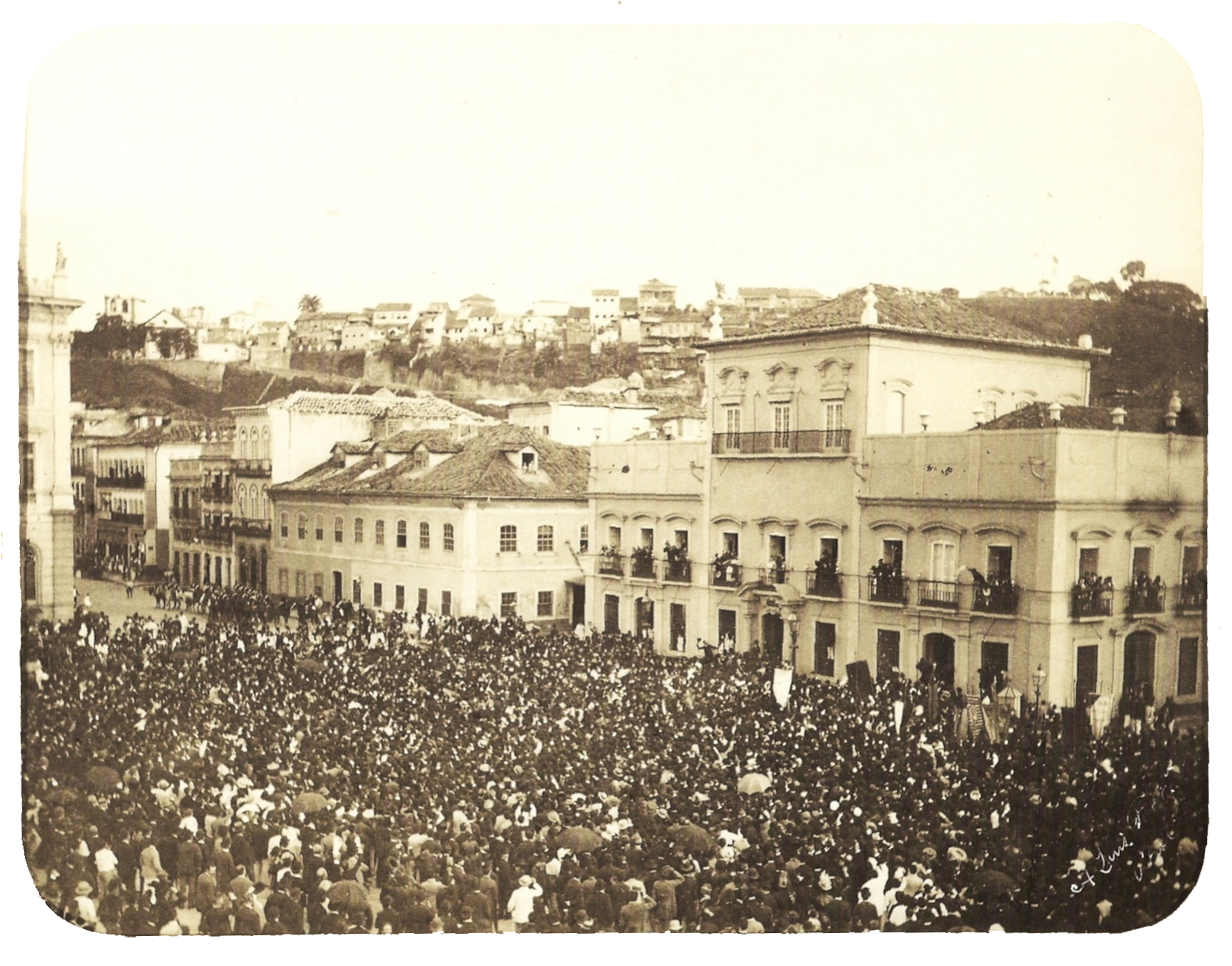
La foule acclame la princesse Isabelle au balcon du Palais impérial après la signature de la loi abolissant l'esclavage.

Le pays bénéficie d'un prestige international considérable pendant les dernières années de l'Empire et il est devenu une puissance émergente sur la scène internationale. Alors que Pierre II se fait soigner en Europe, le parlement adopte, le 13 mai 1888, une loi contresignée par la princesse Isabelle qui abolit complètement l'esclavage au Brésil : la « loi d'or ». Les prédictions d'une récession économique et d'une poussée du chômage provoquées par l'abolition s'avèrent fausses. Néanmoins, la fin de l'esclavage est le dernier coup porté à l'idée de neutralité de la couronne, et cela se traduit par un soutien explicite au républicanisme de la part des ultra-conservateurs, eux-mêmes soutenus par de riches et puissants producteurs de café qui exercent un grand pouvoir politique, économique et social dans le pays,,.
Pour limiter la poussée républicaine, le gouvernement utilise les crédits engendrés par la prospérité économique pour soutenir la croissance d'autres secteurs. Il accorde des prêts massifs à des taux d'intérêt avantageux aux propriétaires de plantations, délivre généreusement des titres et honneurs aux personnalités politiques influentes mécontentes. Le gouvernement commence aussi à s'attaquer indirectement au problème d'agitation dans l'armée en revitalisant une Garde nationale moribonde qui n'existait presque plus que sur le papier.
Les mesures prises par le gouvernement alarment les civils républicains et les militaires positivistes. Les républicains se rendent compte que ces mesures nuisent à leurs objectifs, ce qui les pousse à aller de l’avant. La réorganisation de la Garde nationale commence en août 1889 et la création d'une nouvelle force rivale pousse les officiers dissidents à envisager des mesures désespérées. Pour les deux groupes, c’est le moment où jamais de renverser la monarchie. Alors que la majorité des Brésiliens n’a aucune envie de changer de forme de gouvernement, les républicains commencent à faire pression sur les agents positivistes pour détrôner Pierre II.
Les positivistes organisent le coup d'État républicain le 15 novembre 1889,,,. Les quelques personnes qui assistent aux événements ne se rendent même pas compte qu'il s'agit d'une révolution,. L'historien Lídia Besouchet note que, « [r]arement une révolution ne s'est déroulée de façon aussi calme ». Tout au long du coup d'état, Pierre II ne montre aucune émotion, comme s'il n'était pas concerné par son issue. Il rejette toutes les suggestions avancées par les hommes politiques et les chefs militaires pour réprimer la rébellion,,. L'empereur et sa famille partent en exil le 17 novembre. Une importante réaction monarchiste se produit mais elle est réprimée avec force par les républicains et ni Pierre II, ni sa fille ne soutiennent réellement la restauration. Tenu à l'écart du coup d’État et constatant l'acceptation passive de la situation par l’empereur, la classe politique approuve le remplacement de la monarchie par une république. Elle ne sait pas que l’objectif des organisateurs du coup d’État est la création d'une dictature plutôt que d'une république présidentielle ou parlementaire.

## Gouvernement

### Le Parlement

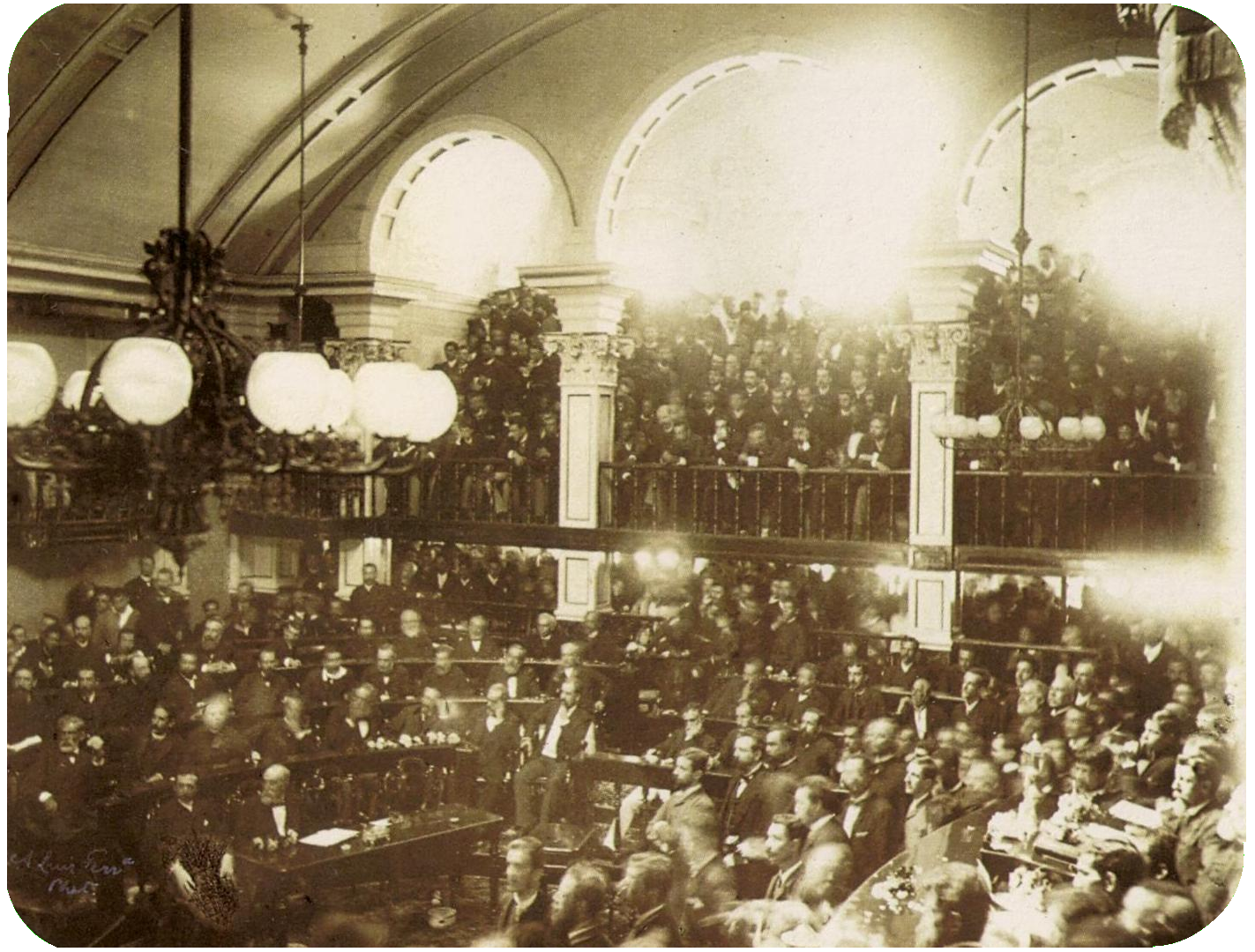
Les sénateurs brésiliens votent la loi d'or alors que la foule assiste au débat à l'arrière plan.

L'article 2 de la Constitution du Brésil définit les rôles de l'empereur et de l’Assemblée générale ou Parlement (Assembléia Geral) qui, en 1824, est composé de 50 sénateurs et de 102 députés. La Constitution dote à la fois l'Assemblée d'un statut et d'une autorité et crée les pouvoirs législatif, modérateur, exécutif et judiciaire, considérés comme des « délégations de la nation ». La séparation de ces pouvoirs doit fournir l'équilibre nécessaire pour appuyer la Constitution et les droits qu'elle consacre.
Les prérogatives et pouvoirs conférés à l'Assemblée législative dans la Constitution lui permettent de jouer un rôle majeur et indispensable dans le fonctionnement du gouvernement, et font qu'elle n'est pas simplement une chambre d'enregistrement. L'Assemblée générale peut adopter, révoquer, interpréter et suspendre les lois en vertu de l'article 13 de la Constitution. Le législateur a également un pouvoir de contrôle des dépenses et recettes de l'État dont il vote chaque année le budget. Elle seule approuve et surveille les prêts et les dettes gouvernementales. Parmi les autres responsabilités confiées à l'Assemblée figurent le contrôle de l'armée (dont les effectifs sont fixés par le pouvoir législatif), la création de ministères au sein du gouvernement, la surveillance des dépenses sociales et la vérification des actes du gouvernement. Cette dernière disposition permet au pouvoir législatif d'examiner et de débattre de la conduite de la politique du gouvernement.
Pour les questions de politique étrangère, la Constitution (article 102) exige que l'Assemblée générale soit consultée pour les déclarations de guerre, les traités et la conduite des relations internationales. Un parlementaire déterminé peut utiliser ces dispositions constitutionnelles pour bloquer ou limiter les décisions du gouvernement, influencer les nominations et obliger au réexamen de mesures politiques.
Au cours de ses sessions annuelles de quatre mois, l'Assemblée procède à des débats publics. Ces débats sont largement retranscrits et servent de forum national pour l'expression des préoccupations du public dans toutes les régions du pays. Ces forums servent souvent de lieu d'expression des griefs ou d'opposition aux politiques. Les parlementaires jouissent de l'immunité pour les propos tenus au Parlement dans l'exercice de leurs fonctions. Seules les chambres peuvent ordonner l'arrestation de l'un de leurs membres pendant leur mandat. « Alors qu'ils n'ont aucune responsabilité effective dans la conduite effective des affaires, les parlementaires sont libres de proposer des réformes radicales, de préconiser des solutions et de dénoncer les compromis et les conduites opportunistes du gouvernement ».

### L'empereur et le Conseil des ministres

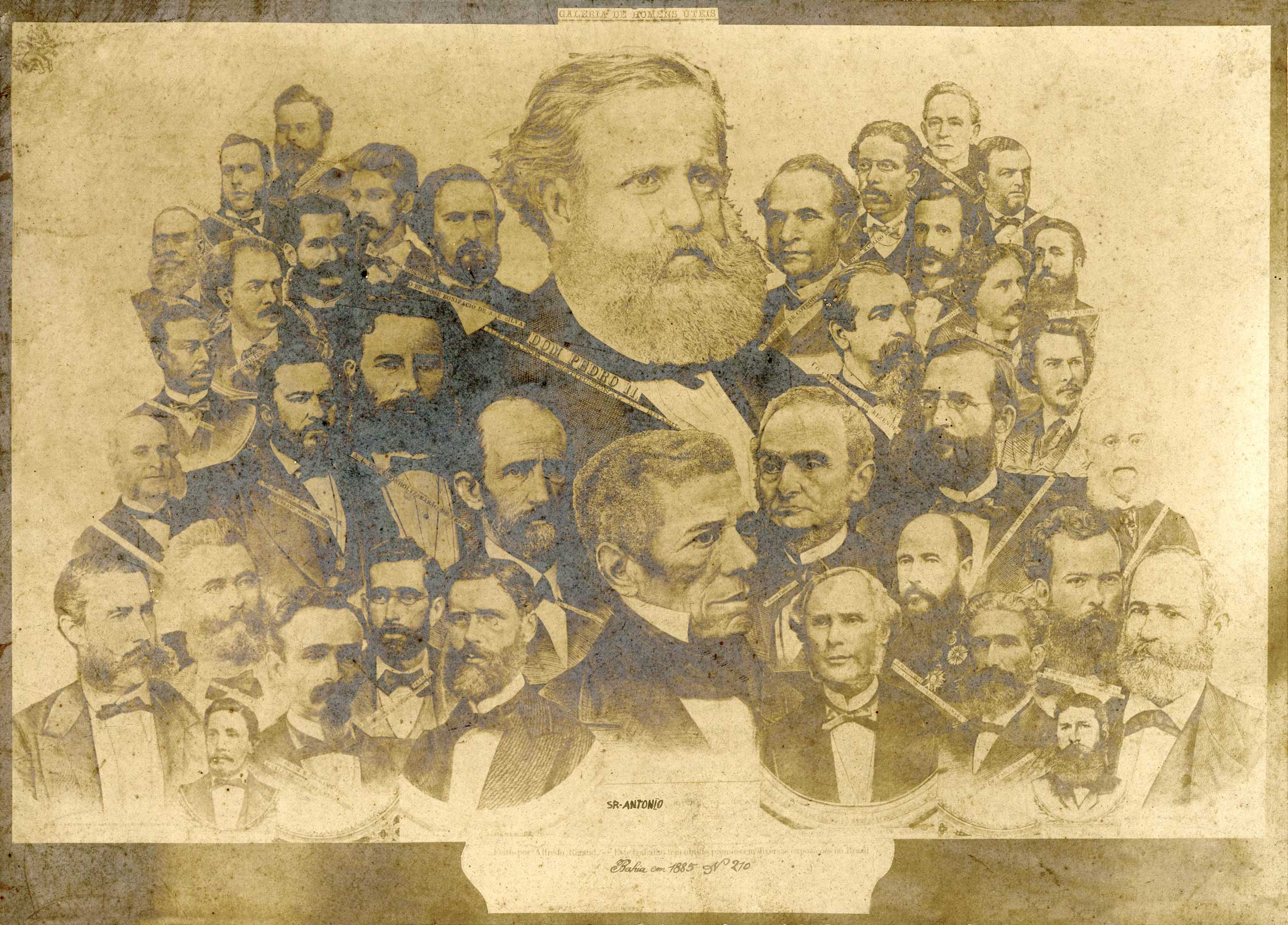
L'empereur Pierre II entouré des principales personnalités brésiliennes vers 1875

L'empereur, aidé respectivement par le Conseil d'État et le Conseil des ministres, est le chef des pouvoirs modérateur et exécutif et a le dernier mot face au gouvernement. Il est chargé d'assurer l'indépendance et la stabilité nationale. La Constitution (article 101) lui donne peu de moyens pour imposer sa volonté à l'Assemblée générale. Son recours principal est le droit de dissoudre ou de prolonger les sessions parlementaires. Le fait, pour l'empereur, de désigner lui-même les sénateurs ne lui est pas nécessairement d'une grande utilité puisque les sénateurs sont nommés à vie et sont donc indépendants du gouvernement une fois nommés. Si la Chambre des députés est dissoute, de nouvelles élections doivent avoir lieu immédiatement et la nouvelle Chambre ne peut être dissoute. « Cette possibilité a du poids lorsqu'elle sert de menace. Elle ne peut pas être employée à plusieurs reprises, ni être utilisée pour favoriser l'empereur ».
Pendant le règne de Pierre Ier, la Chambre des députés n'est jamais dissoute et les sessions parlementaires ne sont jamais prolongées ou reportées. Sous le règne de Pierre II, la Chambre des députés est dissoute seulement à la demande du Président du Conseil des ministres (Premier ministre). Il y a onze dissolutions pendant le règne de Pierre II et, parmi celles-ci, dix ont lieu après consultation du Conseil d’État, ce qui va au-delà de ce qu'exige la Constitution. Un équilibre constitutionnel des pouvoirs existe entre l'Assemblée générale et le pouvoir exécutif de l'empereur. Le législateur ne peut pas agir seul et le monarque ne peut pas imposer sa volonté à l'Assemblée. Le système ne fonctionne correctement que lorsque l'Assemblée et l'empereur agissent dans un esprit de coopération pour le bien du pays.
Un nouvel élément apparaît lorsque le poste de « président du Conseil des ministres » est officiellement créé en 1847, même s'il existait en pratique depuis 1843. Le président du Conseil doit son poste à son parti et à l'empereur et ceux-ci peuvent parfois entrer en conflit. Le leader abolitionniste et historien du xixe siècle Joaquim Nabuco déclare qu'« au Brésil, le président du Conseil n'est pas le chancelier russe, créature du tsar, ni le Premier ministre britannique, qui n'existe que par la confiance de la Chambre des communes : la délégation de pouvoir de la Couronne lui est autant nécessaire et importante que la délégation de la Chambre, et, pour exercer ses fonctions avec sécurité, il doit dominer les caprices, les hésitations et les ambitions du Parlement, tout en sachant garder la faveur (…) de l'empereur ».

### Les gouvernements provinciaux et locaux
Lorsqu'elle est promulguée en 1824, la Constitution crée les conseils généraux de provinces (Conselhos Gerais de Província), les assemblées législatives des provinces. Ces conseils sont composés de 13 ou 21 membres élus, en fonction du nombre d'habitants de la province. Toutes les « résolutions » (lois) votées par les conseils doivent être approuvées par l'Assemblée générale, sans droit d'appel. Les conseils provinciaux n'ont pas le pouvoir non plus de percevoir des revenus et leur budget doit être débattu et ratifié par l'Assemblée générale. Les provinces n'ont aucune autonomie et sont entièrement subordonnées au gouvernement national.
Après l'amendement constitutionnel de 1834, connu sous le nom de « Loi additionnelle », les conseils provinciaux sont remplacés par les assemblées législatives provinciales (Assembleias Legislativas Provinciais) . Ces nouvelles assemblées jouissent d'une autonomie beaucoup plus grande à l'égard du pouvoir central. Les assemblées provinciales sont composées de 20, 28 ou36 députés, en fonction du nombre d'habitants de la province. L'élection des députés provinciaux suit la même procédure que celle utilisée pour les députés à la Chambre nationale des députés.
Les responsabilités de l'Assemblée provinciale comprennent la définition des budgets provinciaux et municipaux et la perception des impôts nécessaires pour les financer ; les frais de fonctionnement des écoles primaire et secondaire (l'enseignement supérieur étant de la responsabilité du gouvernement national), la supervision et le contrôle des dépenses provinciales et municipales et les frais de fonctionnement des différents services et des forces de police. Les assemblées contrôlent également la création et la suppression des postes des services civils provinciaux et municipaux et assument les salaires correspondants. La nomination, la suspension et la révocation des fonctionnaires est réservée au président (gouverneur) de la province, mais ses prérogatives sont délimitées par l'Assemblée. Les expropriations (avec les indemnisations associées) pour les domaines provinciaux ou municipaux sont également de la compétence des assemblées. En effet, une Assemblée provinciale peut prendre toute sorte de décision, sans ratification par le Parlement, tant que celles-ci ne violent pas ou n’empiètent pas sur la Constitution. Toutefois, les provinces ne sont pas autorisées à légiférer dans les domaines du droit pénal, des lois de procédure pénale, des droits et obligations civils, des forces armées, du budget national ou des questions concernant les intérêts nationaux, comme des relations extérieures.
Les présidents provinciaux sont nommés par le gouvernement national et sont, en théorie, chargés de gouverner la province. En pratique, ils ont peu de pouvoir ou d'influence. Pour s'assurer de leur loyauté vis-à-vis du gouvernement national, les présidents sont, dans la plupart des cas, envoyés dans les provinces où ils n'ont pas de liens politiques, familiaux ou autres. Afin de les empêcher de nouer des liens forts avec le pouvoir local, les présidents ne restent que quelques mois au pouvoir. Avec des présidents souvent retenus loin de la province où ils ont été nommés, en voyage vers leur province d'origine ou la capitale impériale, le véritable gouverneur est, de facto, le vice-président. Ce dernier, choisi par l'Assemblée provinciale, est généralement un homme politique local. Avec peu de pouvoir pour saper l'autonomie provinciale, le président est surtout un agent du gouvernement central ayant pour fonction de confier ses intérêts aux leaders politiques provinciaux. Un président peut ainsi être utilisé par le gouvernement pour exercer une influence, ou orienter les élections. Malgré tout, pour être vraiment efficace, le président doit surtout compter sur les hommes politiques provinciaux et locaux qui appartiennent à son propre parti politique. Cette interdépendance crée une relation complexe basée sur des échanges de faveurs, et intérêts privés, des objectifs du parti, des négociations, et d'autres manœuvres politiques.
La chambre municipale (Câmara Municipal) est l'organe législatif associés à l'échelle des villes et existe au Brésil depuis le début de la période coloniale au xvie siècle. La Chambre est composée de vereadores (conseillers municipaux), dont le nombre dépend de la taille de la ville. Contrairement aux conseils généraux provinciaux, les chambres municipales bénéficient de par la Constitution d'une grande autonomie. Toutefois, lorsque les assemblées provinciales remplacent les conseils généraux en 1834, bon nombre des pouvoirs des chambres municipales (comme le vote des budgets municipaux, le contrôle des dépenses, la création des emplois et la nomination de fonctionnaires) sont transférés aux gouvernements provinciaux. En outre, les lois votées par une chambre municipale doivent être ratifiées par l'assemblée provinciale, mais pas par le Parlement national. Alors que la Loi de 1834 accorde une plus grande autonomie aux provinces vis-à-vis du gouvernement central, elle transfère le reste d'autonomie des villes aux gouvernements provinciaux. Les villes n'ont pas de maire, elles sont gérées par les chambres municipales et leur président (qui est le conseiller municipal qui a remporté le plus de voix lors de l'élection).

### Système électoral

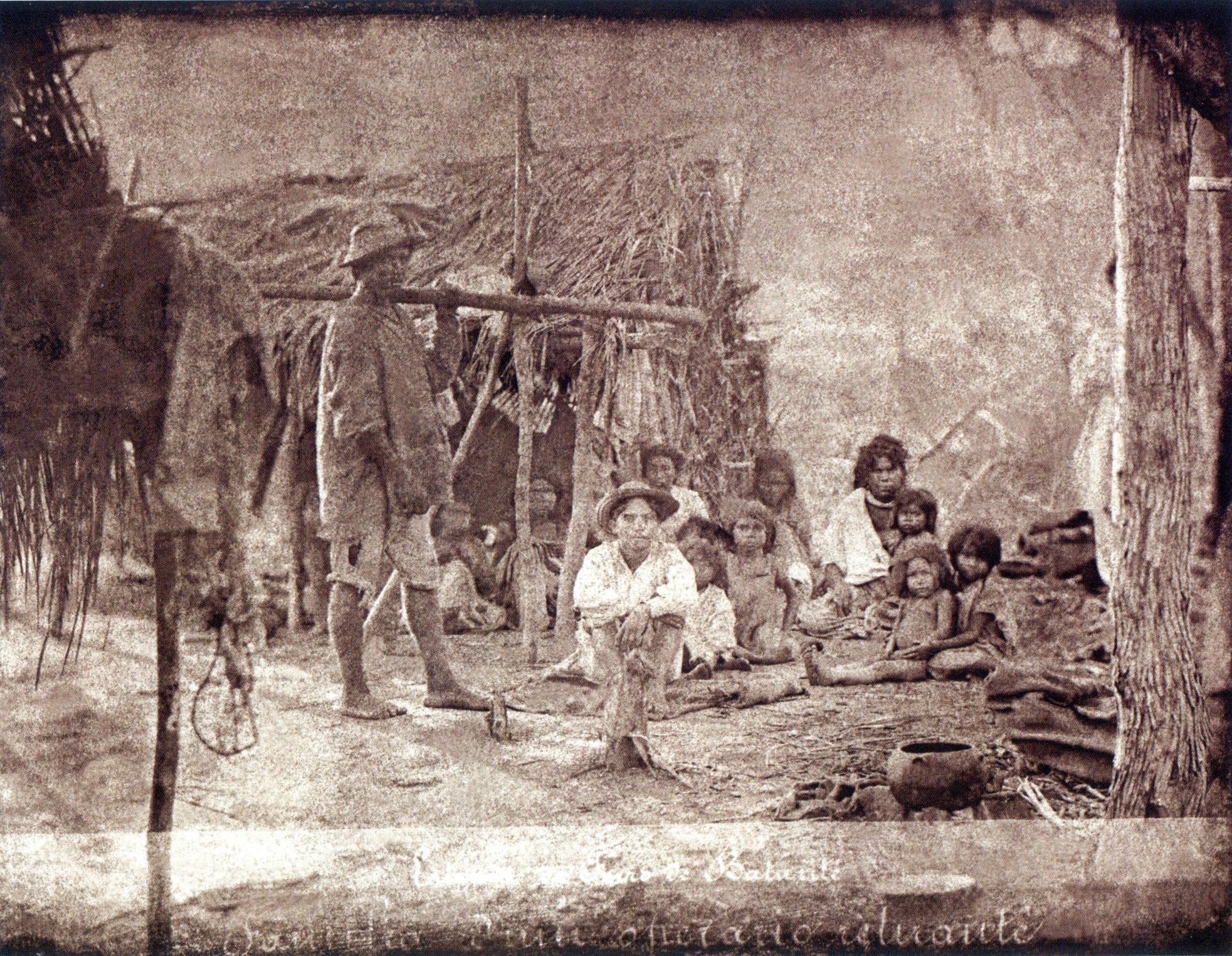
Une famille très pauvre de caboclos dans la province de Ceará, au nord-est du Brésil, en 1880.

Jusqu'en 1881, le vote est obligatoire et les élections se déroulent en deux étapes. Dans la première, les votants choisissent les grands électeurs qui vont ensuite voter pour une liste de candidats sénateurs. L'empereur doit choisir le nouveau sénateur dans les trois candidats ayant obtenu le plus grand nombre de voix. Les électeurs élisent les délégués généraux (les députés nationaux), les députés provinciaux (membres des assemblées provinciales) et les conseillers municipaux (membres des chambres municipales) sans intervention de l'empereur. Tous les hommes de plus de 25 ans ayant un revenu annuel d'au moins 100 000 réis peuvent voter dans un premier temps. L'âge de vote est abaissé à 21 ans pour les hommes mariés. Pour être électeur au second tour, il est nécessaire d'avoir un revenu annuel d'au moins 200 000 réis.
Le système brésilien est relativement démocratique, à une époque où les élections indirectes sont fréquentes dans les démocraties. Le niveau de revenu pour pouvoir voter est, par exemple, beaucoup plus élevé au Royaume-Uni, même après les réformes de 1832. À l'époque, les seuls pays n'exigeant pas un revenu minimum pour voter sont la France et la Suisse, où le suffrage universel n'a été introduit qu'en 1848,. Il semble qu'aucun pays européen n'ait à l'époque une législation aussi libérale. Le niveau de revenu exigé pour voter est suffisamment bas pour que tout citoyen de sexe masculin salarié puisse voter,. À titre d'exemple, le salaire le plus bas en 1876 est celui d'un gardien qui gagne 600 000 réis par an.

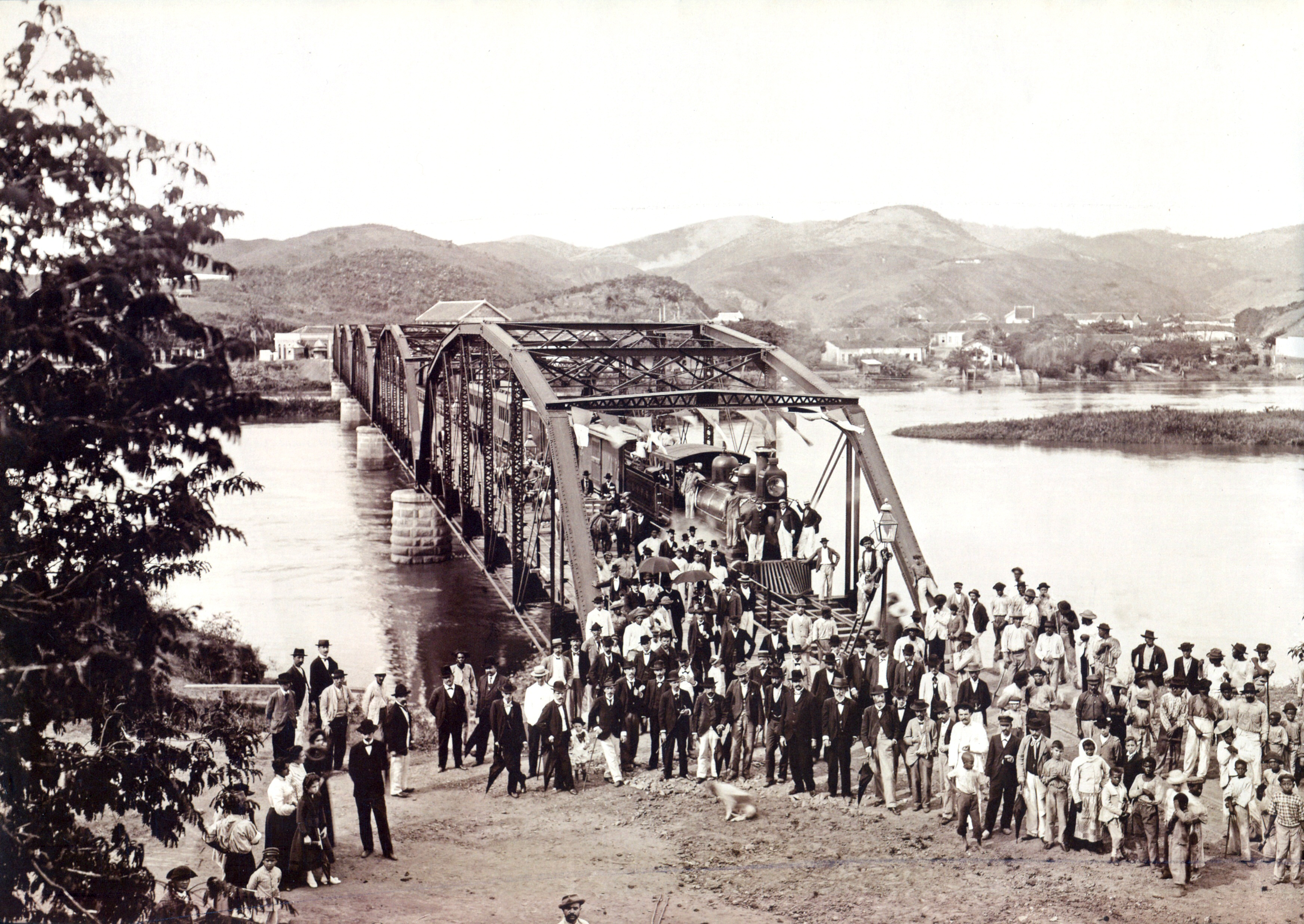
Blancs et noirs réunis dans la région de Rio de Janeiro.

La plupart des électeurs brésiliens ont de faibles revenus,. Par exemple, dans la ville de Formiga dans l'État du Minas Gerais, les pauvres représentent 70 % de l'électorat en 1876. À Irajá, dans la province de Rio de Janeiro, les pauvres représentent 87 % de l'électorat,,. Les anciens esclaves ne peuvent pas voter, mais leurs enfants le peuvent de même que les analphabètes (ce que peu de pays permettent). En 1872, 10,8 % de la population brésilienne vote (13 % de la population non-esclave). À titre de comparaison, la participation électorale au Royaume-Uni en 1870 est de 7 % de la population totale ; en Italie, il est de 2 %, au Portugal, 9 % et aux Pays-Bas 2,5 %. En 1832, l'année de la réforme électorale britannique, 3 % des Britanniques votent. Les réformes de 1867 et 1884 vont cependant porter la participation électorale au Royaume-Uni à 15 %.
La fraude électorale est généralisée, elle est connue de l'empereur, des hommes politiques ou des observateurs de l'époque. Le problème est considéré comme majeur et des tentatives sont faites pour corriger les abus, : de nouvelles lois (avec les réformes électorales de 1855, 1875 et 1881) sont ainsi promulguées pour lutter contre la fraude. La réforme de 1881 apporte des changements significatifs. Elle supprime le système de vote en deux étapes, introduit le vote direct et facultatif et permet le vote des anciens esclaves et affranchis non-catholiques. À l'inverse, les citoyens illettrés ne sont plus autorisés à voter. La participation aux élections chute de 13 % à seulement 0,8 % en 1886. Or, en 1889, environ 15 % de la population brésilienne sait lire et écrire ; la perte du droit de vote par les illettrés n'est donc pas la seule explication de la chute brutale du pourcentage de votants. La suppression du vote obligatoire et l'apathie des électeurs semblent avoir été des facteurs importants.

### Forces armées

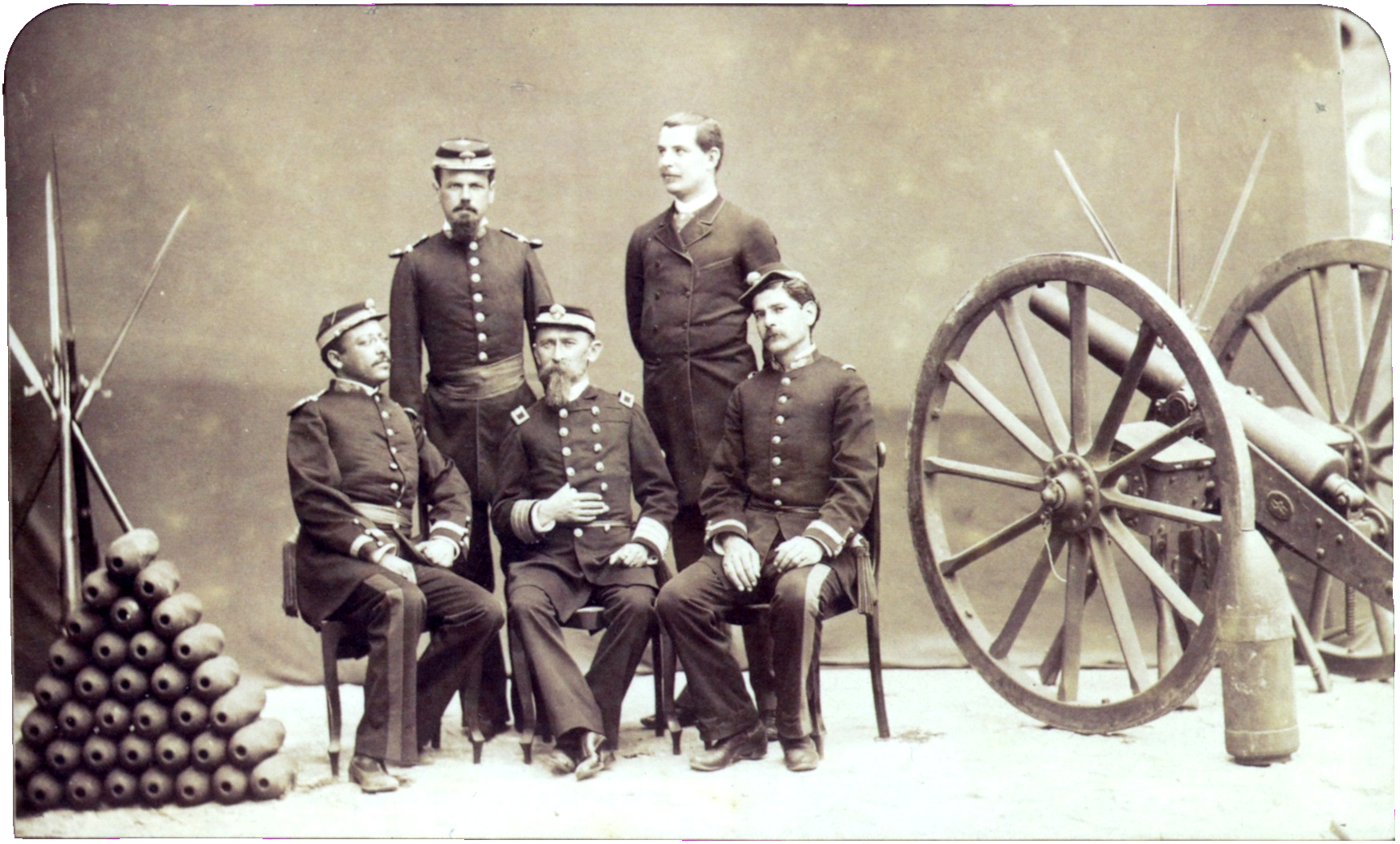
Officiers brésiliens en 1886.

En vertu des articles 102 et 148 de la Constitution, l'empereur est le commandant en chef des Forces armées brésiliennes. Il est assisté par les ministres de la Guerre et de la Marine pour diriger l'armée de terre et la marine mais, en pratique, c'est le président du Conseil des ministres qui exerce habituellement ces fonctions. Les ministres de la Guerre et de la Marine sont presque des civils,.
L'armée est organisée de façon similaire à celle des forces armées britanniques et américaines de l'époque, organisation qui permet à une petite armée de pouvoir rapidement augmenter ses forces en cas d'urgence à partir d'une milice de réserve (au Brésil, la Garde nationale). La défense du pays repose d'abord sur une marine importante et puissante pour protéger le pays contre les attaques de l'étranger. L'armée est sous le contrôle total du gouvernement civil et doit rester à l'écart de toute implication dans les décisions politiques.

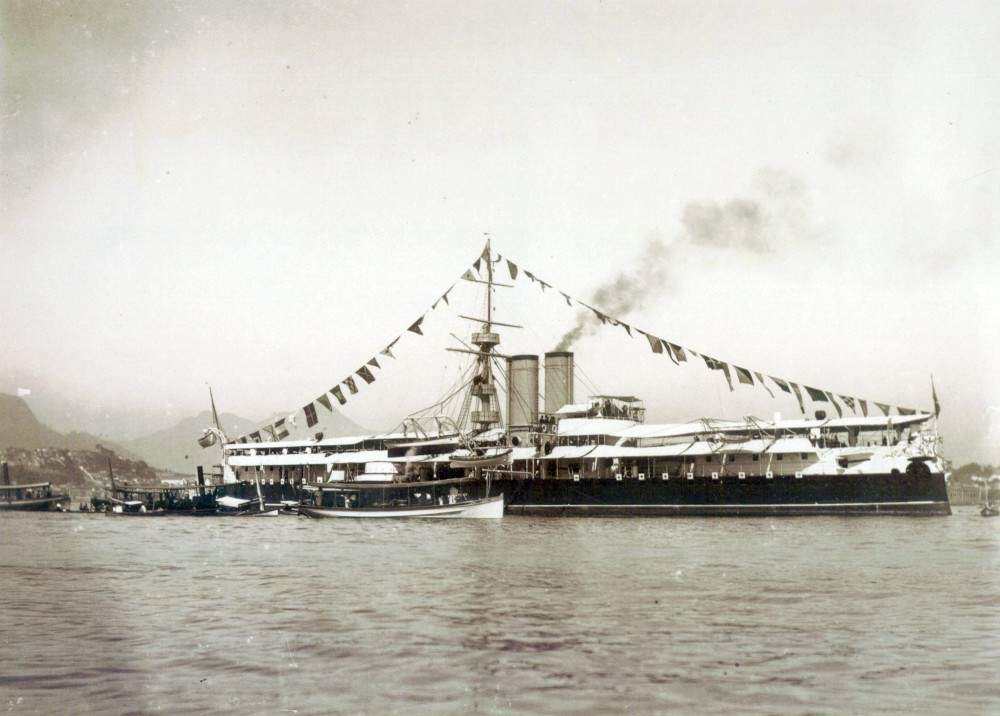
Cuirassé Riachuelo de la marine brésilienne en 1885.

Les militaires sont autorisés à se présenter aux élections tout en restant en service actif. Cependant, ils ne représentent pas l'armée mais sont là pour servir les intérêts de la ville ou de la province qui les a élus. Pierre Ier choisit neuf officiers pour être sénateurs et en nomme cinq (sur quatorze) au Conseil d’État. Au cours de la Régence, deux sont nommés au Sénat et aucun au Conseil d'État (cet organisme est en sommeil pendant la Régence). Pierre II nomme quatre officiers sénateurs au cours des années 1840, deux dans les années 1850 et trois autres au cours des dernières années de son règne. Il en nomme également sept conseillers d’État durant les années 1840 et 1850, et trois autres par la suite.
Les forces armées brésiliennes ont été créées au lendemain de l'indépendance. Elles sont à l'origine composées d'officiers brésiliens et portugais et d'hommes de troupes qui sont restés fidèles au gouvernement de Rio de Janeiro pendant la guerre d'indépendance. Les forces armées jouent un rôle crucial dans le dénouement victorieux des conflits internationaux connus par l'empire, à commencer par l'indépendance (1822-1824), suivie par la guerre de Cisplatine (1825-1828), puis la guerre de Platine (1851-1852), la guerre uruguayenne (1864-1865) et, enfin, celle du Paraguay (1864-1870). Elle joue également un rôle central dans la répression des rébellions, en commençant par celle de la confédération de l'Équateur (1824) sous Pierre Ier, suivie par les révoltes au début du règne de Pierre II comme la révolutions Farroupilha (1835-1845), Cabanagem (1835-1840) et Balaiada (1838-1841) entre autres.

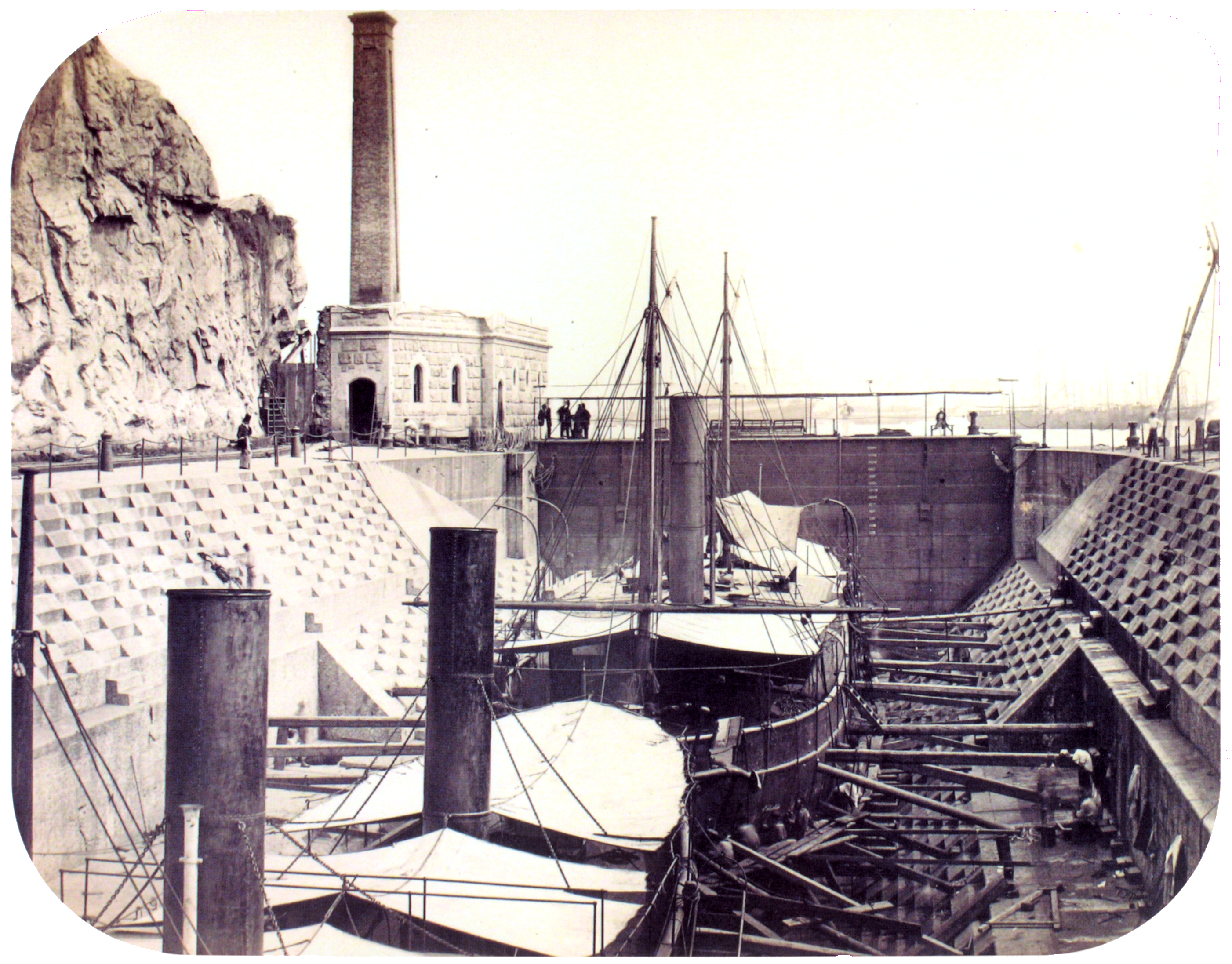
Chantier naval de Rio de Janeiro, vers 1862.

La flotte de guerre est constamment modernisée suivant les derniers développements technologiques. Elle passe à la marine à vapeur dans les années 1830, au blindage par tôle dans les années 1860, et aux torpilles dans les années 1880. En 1889, le Brésil possède la cinquième ou sixième marine de guerre du monde et les navires de guerre les plus puissants de l'hémisphère ouest. L'Armée de terre, malgré son corps d'officiers expérimentés et aguerris, souffre en temps de paix de par ses unités mal payées, mal équipées, mal formées et disséminées à travers l'Empire.
Les tensions dues à un manque d'attention du gouvernement à l'égard de l'Armée sont d'abord limitées pour la génération d'officiers qui ont commencé leur carrière dans les années 1820. Ces militaires sont fidèles à la monarchie, estiment que l'armée doit être sous contrôle civil et ont en horreur les caudilismes hispano-américains contre lesquels ils se sont battus. Mais au début des années 1880, cette génération (y compris les commandants en chef, comme le duc de Caxias, le comte de Porto Alegre et le marquis d'Erval) sont morts, ont pris leur retraite ou n'exercent plus aucun commandement,.
Les tensions deviennent plus évidentes au cours des années 1880 lorsque certains officiers commencent à afficher ouvertement leur insubordination. L'empereur et les hommes politiques ne font rien pour améliorer le sort des militaires, ni répondre à leurs demandes. La diffusion de l'idéologie positiviste chez les jeunes officiers pose d'autres problèmes. Le positivisme s'oppose à la monarchie par la conviction qu'une république dictatoriale apporterait des améliorations au pays. Une coalition entre une faction armée mutinée et le courant positiviste conduit directement au coup d'État républicain, le 15 novembre 1889. Des bataillons et même des régiments de soldats fidèles à l'Empire et qui partagent les idéaux de l'ancienne génération, tentent cependant de rétablir la monarchie. Ces tentatives de restauration s'avèrent vaines et les partisans de l'Empire sont exécutés, arrêtés ou mis à la retraite d'office.

### Relations extérieures

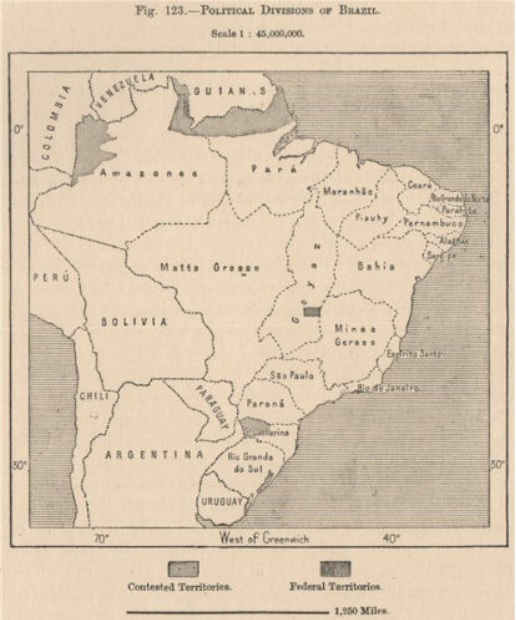
En 1889, la plupart des frontières du Brésil avaient été établies par des traités internationaux, avec quelques zones contestées.

Une fois son indépendance acquise, le Brésil cherche à acquérir une large reconnaissance internationale. Le premier pays à reconnaître sa souveraineté est l'Argentine en juin 1823, avant les États-Unis en mai 1825. D'autres nations font de même et établissent des relations diplomatiques au cours des années qui suivent. Le Portugal reconnaît son indépendance en août 1825. Le gouvernement brésilien s'attache par la suite à délimiter ses frontières par des traités internationaux. La tâche est compliquée par le fait que, entre 1777 et 1801, le Portugal et l'Espagne ont annulé leurs traités antérieurs fixant les frontières entre leurs empires coloniaux d'Amérique. Cependant, le Brésil peut signer plusieurs accords bilatéraux avec les pays voisins, comme l'Uruguay (en 1851), le Pérou (en 1851 et 1874), la République de la Nouvelle-Grenade (qui devient plus tard la Colombie, en 1853), le Venezuela (en 1859), la Bolivie (en 1867) et le Paraguay (en 1872). En 1889, la plupart de ses frontières sont fermement établies. Des questions, comme l'achat de la région de l'Acre à la Bolivie qui donne au Brésil sa configuration actuelle, sont réglées seulement après que le pays est devenu une république.
Un certain nombre de conflits ont lieu entre l'Empire et ses voisins. Le Brésil ne connaît pas de graves conflits avec ses voisins au nord et à l'ouest, en raison de l'effet tampon de la forêt amazonienne presque impénétrable et peu peuplée. Dans le sud, cependant, les conflits coloniaux hérités du Portugal et de l'Espagne sur le contrôle des voies navigables et des zones de plaines qui forment les frontières continuent après l'indépendance. L'absence de frontières reconnues d'un commun accord dans ces régions conduit à plusieurs conflits internationaux, de la guerre de Cisplatine à la Guerre du Paraguay.
Au début des années 1870, la réputation internationale du Brésil s'est considérablement améliorée, et il reste bien considéré au niveau international jusqu'à la fin de l'Empire en 1889. Christophe Colomb Andrews, un diplomate américain en poste dans la capitale brésilienne dans les années 1880, se rappelle le Brésil comme un « Empire important » dans ses mémoires. En 1871, le Brésil est invité à arbitrer le différend entre les États-Unis et la Grande-Bretagne dans les réclamations de l'Alabama. En 1880, il arbitre le différend entre les États-Unis et la France sur les dommages causés aux ressortissants américains lors de l'intervention française au Mexique. En 1884, le Brésil est appelé à arbitrer entre le Chili et plusieurs autres pays (France, Italie, Grande-Bretagne, Allemagne, Belgique, Autriche-Hongrie et Suisse) sur les dommages résultant de la guerre du Pacifique.
Le gouvernement brésilien se sent finalement suffisamment en confiance pour négocier un accord commercial avec les États-Unis en 1889, le premier à être signé depuis le traité commercial désastreux avec la Grande-Bretagne en 1826 (et annulé en 1844). L'historien américain Steven C. Topik écrit que Pierre II « cherche à signer un traité commercial avec les États-Unis dans le cadre d'une stratégie grandiose visant à accroître la souveraineté et l'autonomie nationale ». Contrairement à ce qui s'est passé au cours du traité antérieur, l'Empire est en position de force pour obtenir des conditions commerciales favorables, car les négociations se déroulent pendant une période de prospérité nationale et de prestige international pour le Brésil.

## Économie

### Monnaie
L'unité monétaire du Brésil, de la fondation de l'empire jusqu'en 1942, est le réal (pluriel : réis devenu reais en portugais moderne), nom qui dérive du réal portugais. Pour des questions pratiques, on utilisait plutôt le mille réaux (milréis). Un million de réaux était appelé conto de réis,.

### Vue d'ensemble

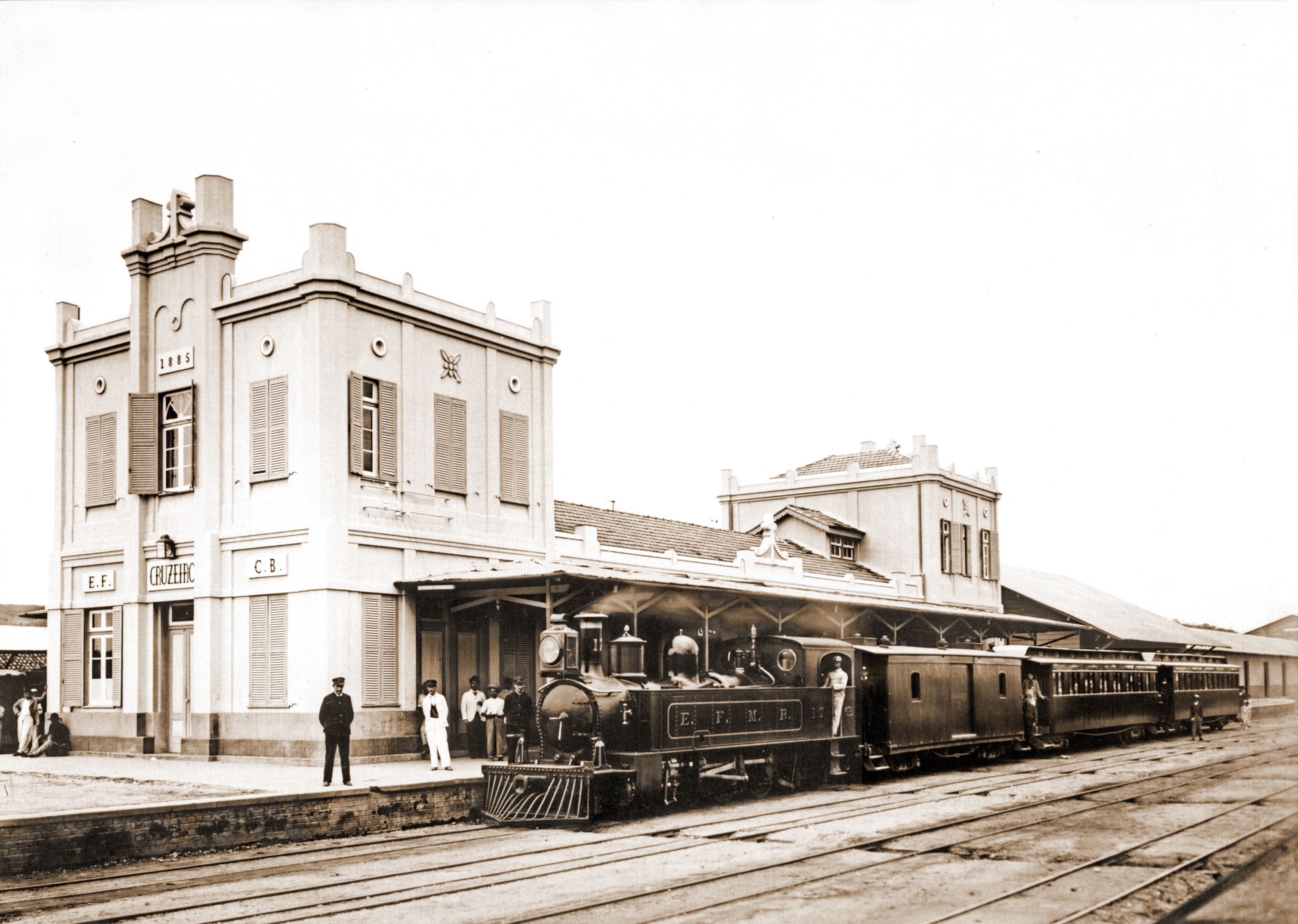
Une gare dans la province de São Paulo vers 1885.

Le commerce international du Brésil atteint les 79 000 000 Rs entre 1834 et 1839. Il augmente chaque année jusqu'à atteindre les 472 000 000 Rs entre 1886 et 1887, soit un taux de croissance annuel de 3,88 % depuis 1839. En 1850, les exportations placent le Brésil en tête de l'Amérique latine et représentent le triple de celles réalisées par l'Argentine, qui est à la quatrième place. Le Brésil garde sa première place pour les exportations et la croissance économique jusqu'à la fin de l'Empire. L'expansion économique du pays, en particulier après 1850, est comparable à celle des États-Unis et des pays européens. Les recettes fiscales atteignent les 11 795 000 Rs en 1831 et passent à 160 840 000 Rs en 1889. En 1858, les recettes fiscales placent le Brésil au huitième rang des puissances mondiales. Le Brésil reste, malgré ses progrès, un pays où la richesse est très inégalement répartie. Cette situation n'est cependant pas unique dans le monde à l'époque. Ainsi, à des fins de comparaison, selon l'historien Steven C. Topik, aux États-Unis, « en 1890, 80 % de la population vivait en marge ou en dessous du seuil de pauvreté tandis que 20 % contrôlait presque toute la richesse du pays ».

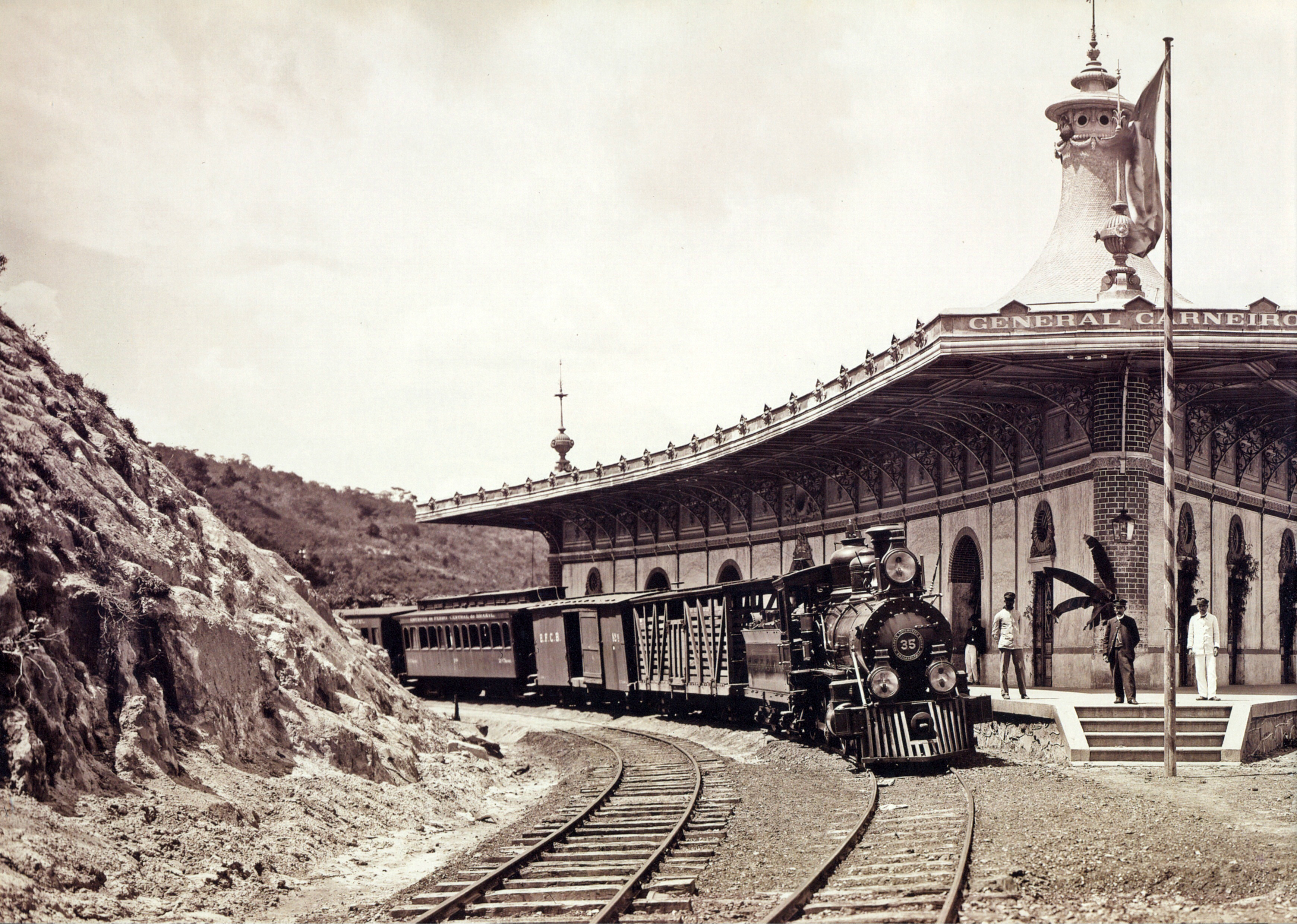
Une gare dans la province de Minas Gerais vers 1884.

Avec l'apparition de nouvelles technologies et l'augmentation de la productivité, les exportations augmentent considérablement. Cela permet d'atteindre l'équilibre de la balance commerciale. Au cours des années 1820, le sucre représente environ 30 % des exportations, le coton 21 %, le café 18 % et les cuirs et peaux 14 %. Vingt ans plus tard, le café représente 42 %, le sucre 27 %, le cuir et les peaux 9 % et le coton 8 %. Cela ne signifie pas une réduction de la production d'un de ces produits mais plutôt que la croissance n'a pas été la même dans tous les secteurs, certains s'étant développés beaucoup plus vite que d'autres. Entre 1820 et 1840, Fausto écrit que « les exportations brésiliennes ont doublé en volume et triplé en valeur nominale ». Le Brésil n'est pas le seul pays où l'agriculture joue un rôle important dans les exportations. Vers 1890, aux États-Unis, pays le plus riche d'Amérique, les produits agricoles représentent 80 % de l'ensemble des exportations.

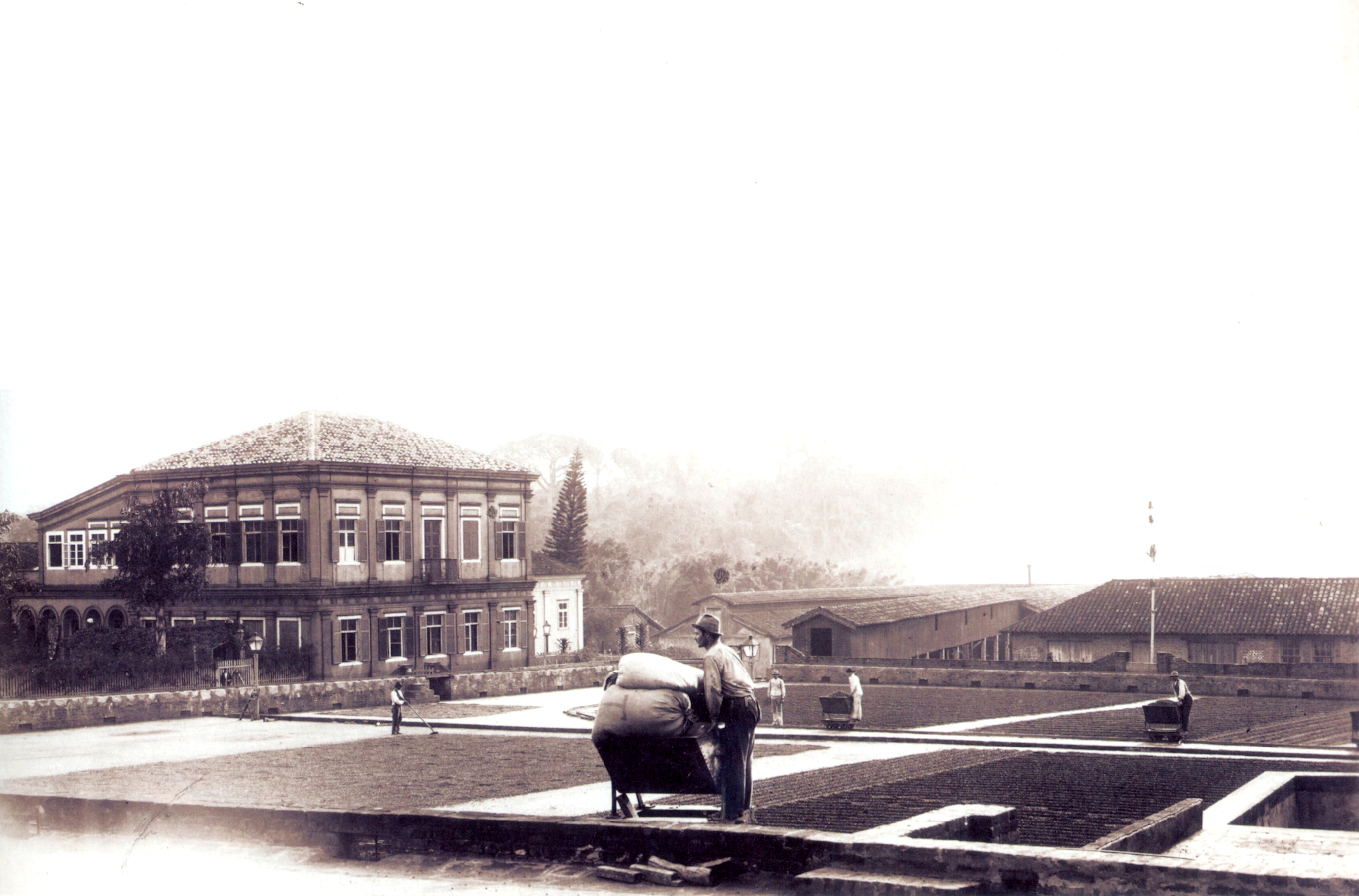
Une ferme dans la province de São Paulo en 1880.

Dans les années 1820, le Brésil exporte 11 000 tonnes de cacao et 73 500 tonnes en 1880. Entre 1821 et 1825, il exporte 41 174 tonnes de sucre contre 238 074 tonnes entre 1881 et 1885. Jusqu'en 1850, la production de caoutchouc est insignifiante, mais entre 1881 et 1890, elle occupe la troisième place des exportations brésiliennes. D'environ 81 tonnes entre 1827 et 1830, elle atteint 1 632 tonnes en 1852 et 24 301 452 tonnes en 1900. Le Brésil exporte également environ 3 377 000 tonnes de café entre 1821 et 1860 alors qu'il en exporte 6 804 000 tonnes entre 1861 et 1889. Les innovations technologiques contribuent à la croissance des exportations, en particulier l'adoption de la navigation à vapeur et le développement des chemins de fer permettent un transport des marchandises plus rapide et plus pratique.

### Développement

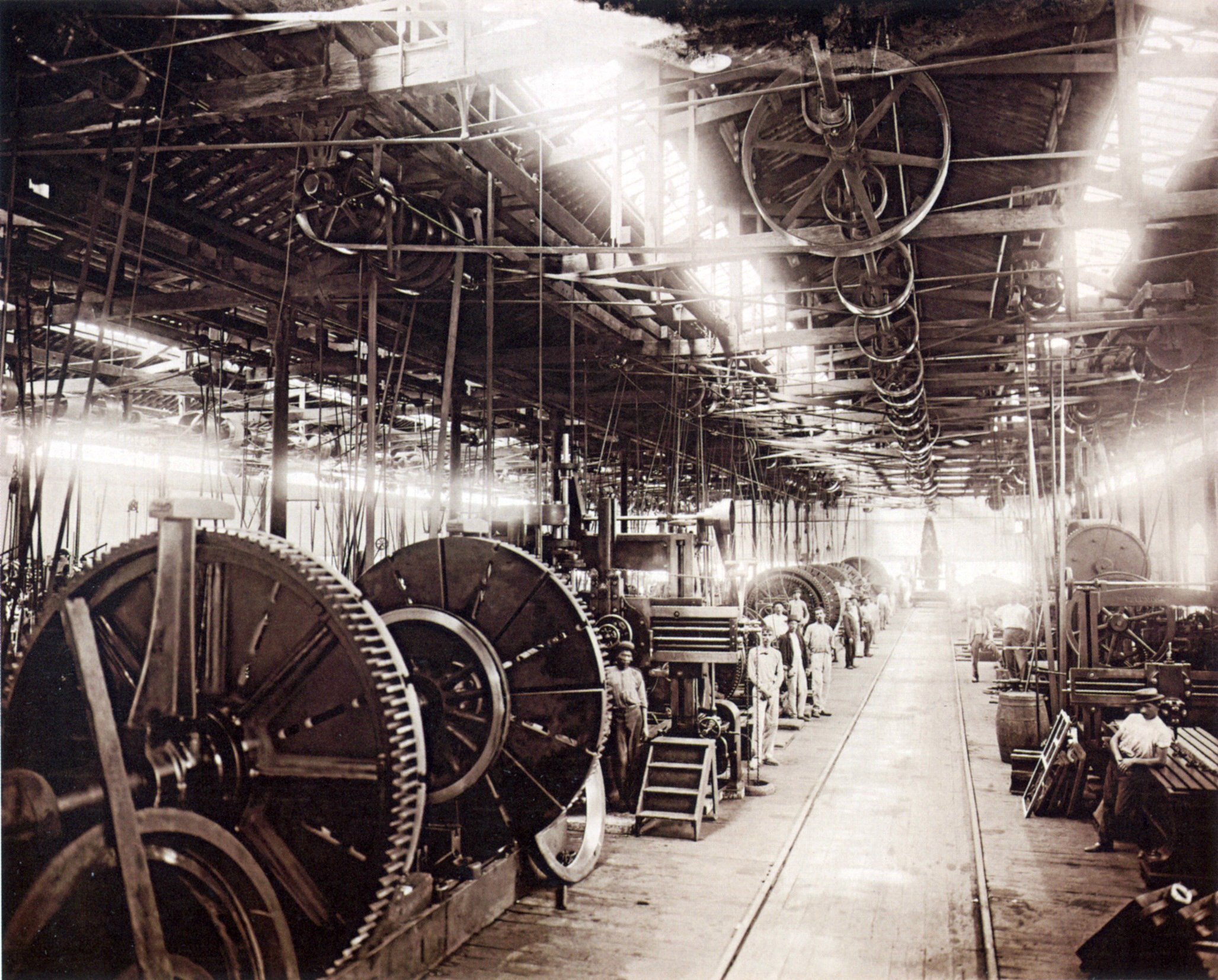
Une usine en 1880.

Le pays connaît un développement à grande échelle au cours de cette période, jusqu'à devancer les pays européens pour certaines avancées,. En 1850, le pays n'a une cinquantaine d'usines dont la valeur cumulée est supérieure à sept milliards de réis. À la fin de l'empire, le Brésil comporte 636 usines (soit une croissance annuelle de 6,74 % depuis 1850) dont la valeur est estimée à plus de quatre cents milliards de réis (soit une croissance annuelle de 10,94 % entre 1850 et 1889). La campagne retentit du « fracas des voies de chemins de fer construites à un rythme effréné au xixe siècle. En effet, les constructions ferroviaires dans les années 1880 sont, en valeur absolue, à la deuxième place de toute l'histoire du Brésil. Seuls huit pays au monde ont créé plus de voies que le Brésil au cours de la décennie ». La première ligne de chemin de fer, longue seulement de 15 km, est inaugurée le 30 avril 1854 à une époque où de nombreux pays européens n'ont aucun service ferroviaire. En 1868, le pays a 718 km de voies ferrées et, à la fin de l'Empire en 1889, ce chiffre passe à 9 200 km auxquels s'ajoutent 9 000 km en cours de construction, ce qui en fait le pays avec le plus long réseau ferroviaire d'Amérique latine.
Les usines, qui ont été construites dans tout l'Empire dans les années 1880, permettent aux villes de se moderniser et « de bénéficier du gaz, de l'électricité, des services d'assainissement, du télégraphe et du tramway. Le Brésil entre dans le monde moderne ». Il est le cinquième pays au monde à installer des égouts, le troisième à avoir un traitement des eaux usées et l'un des pionniers dans l'installation du téléphone. En plus des infrastructures précédentes, le Brésil est également la première nation sud-américaine à adopter l'éclairage public électrique (en 1883) et la seconde dans toute l'Amérique (derrière les États-Unis) à établir une ligne télégraphique transatlantique pour se relier directement à l'Europe en 1874. La première ligne télégraphique intérieure est mise en service en 1852 à Rio de Janeiro. En 1889, il y a 18 925 km de lignes télégraphiques reliant la capitale à des provinces brésiliennes éloignées comme le Pará et même à d'autres pays sud-américains comme l'Argentine et l'Uruguay.

## Société

### Démographie

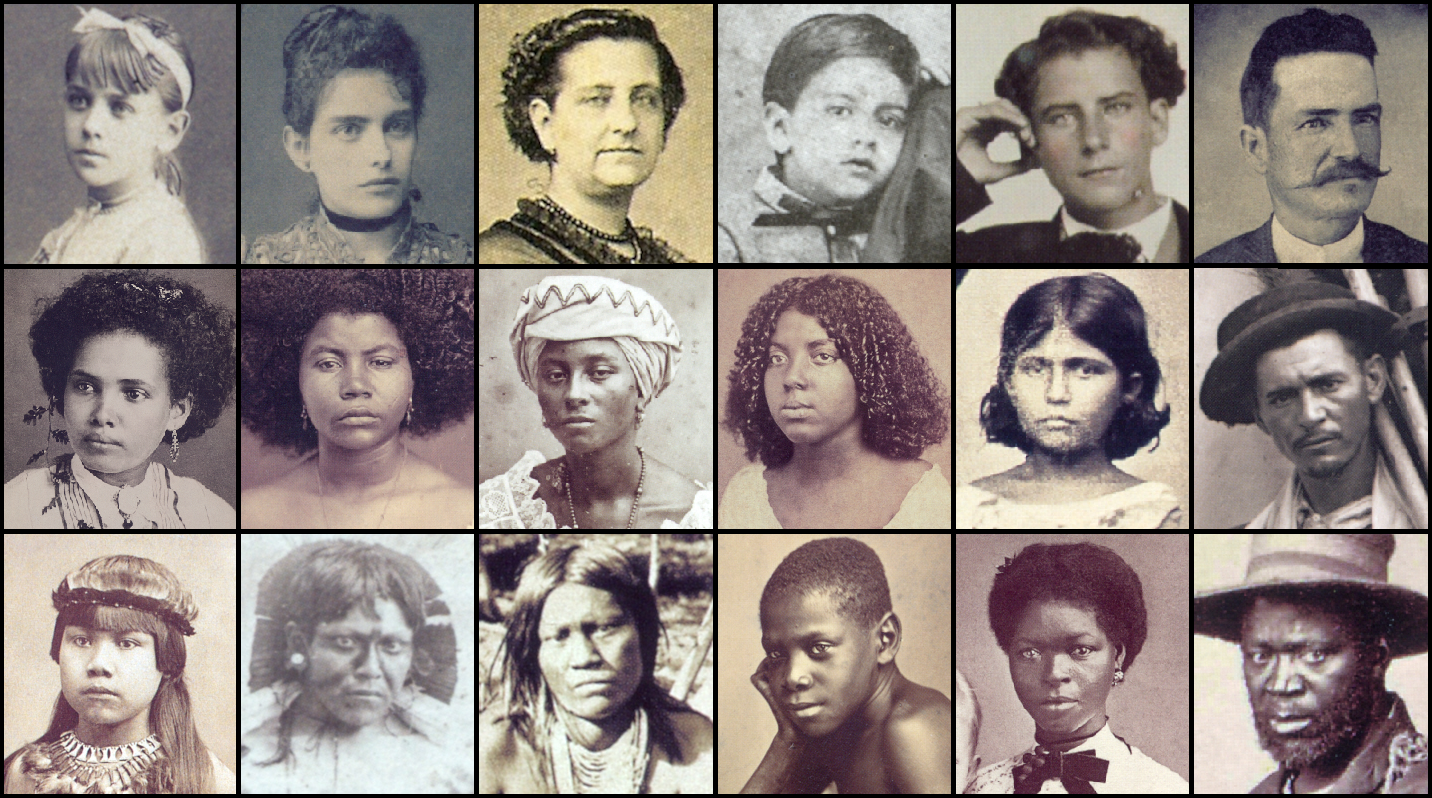
Échantillon de la population brésilienne au XIXe siècle.

Dès la seconde moitié du xviiie siècle, alors que le Brésil est encore une colonie, l'administration tente de recueillir des données concernant la population mais seules quelques capitaineries (les futures provinces) collectent les informations demandées. Après l'indépendance, un décret gouvernemental de 1829 crée une commission pour les études statistiques qui a pour mandat de tenir un recensement national. La commission est un échec et est dissoute en 1834. Dans les années qui suivent, les gouvernements provinciaux sont chargés de la collecte des données mais leurs rapports sont souvent incomplets ou non remis. En 1851, une nouvelle tentative de recensement national échoue car des émeutes éclatent par suite de la croyance erronée des Brésiliens d'origine métisse que l'enquête est un subterfuge destiné à asservir toute personne ayant du sang africain.
Le premier vrai recensement national avec une couverture large et exhaustive est réalisé en 1872. Le petit nombre de personnes recensées réparties sur un faible nombre de villes montrent que l'immense territoire brésilien est peu peuplé. Le recensement établit que le pays a une population totale de 9 930 478 habitants. Les estimations faites par le gouvernement au cours des décennies antérieures donnaient 4 000 000 habitants en 1823 et 7 000 000 en 1854. La population est répartie dans 20 provinces et un district (la capitale de l'Empire) avec 641 municipalités.
Dans la population libre, 23,4 % des hommes et 13,4 % des femmes sont considérés comme lettrés. Les hommes représentent 52 % (5 123 869) de la population totale. Les tranches de population par âge montrent que 24,6 % sont des enfants de moins de 10 ans ; 21,1 % ont entre 11 et 20 ans ; 32,9 % entre 21 et 40 ans ; 8,4 % entre 41 et 50 ; 12,8 % entre 51 et 70 et, enfin, seulement 3,4 % plus de 71 ans. Les habitants des régions nord-est et sud-est représentent à eux seuls 87,2 % de la population du pays. Le deuxième recensement national a lieu en 1890 lorsque la république brésilienne n'a que quelques mois. Ses résultats montrent que la population est passée à 14 333 915 habitants depuis le recensement de 1872.

### Groupes ethniques

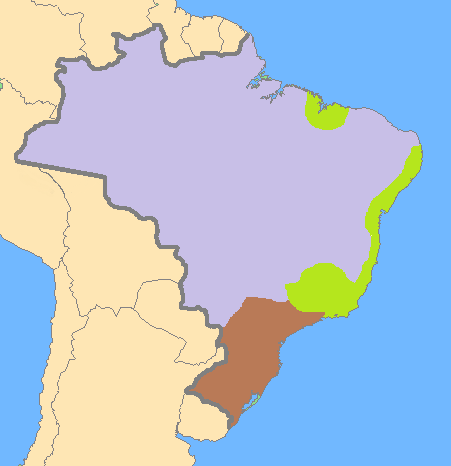
Carte montrant les groupes ethniques majoritaires dans les différentes régions du Brésil : en violet, les caboclos ; en vert, les mulatos ; en brun, les blancs. Note : plus de 80 % de la population vit sur la côte est du pays.

Le Brésil impérial distingue quatre groupes ethniques : Blanc, Noir, Indien et pardo. Le terme pardo (en français : brun) est le terme encore utilisé officiellement pour désigner les Brésiliens d'origines multiraciales, bien que certains chercheurs lui préfèrent le terme mestiço (en français : métis). Ce terme regroupe une vaste catégorie de populations incluant les caboclos (descendants de Blancs et d'Indiens), les mulatos (mulâtres, descendants de Blancs et de Noirs) et les cafusos (descendants de Noirs et d'Indiens),,,,,,
Les caboclos forment la majorité de la population dans le Nord, le Nord-Est et le Centre-Ouest du pays,,. Une importante population mulâtre habite la côte orientale de Bahia à Paraíba, et dans le nord du Maranhão,, le sud de Minas Gerais, l'est de Rio de Janeiro et Espírito Santo,. Les cafusos sont le plus petit groupe ethnique et le plus difficile à distinguer des deux autres sous-groupes de métis puisque les descendants de caboclos et de mulatos sont également classés dans cette catégorie. On les trouve dans le sertão (en français : arrière-pays) du Nordeste. Ces groupes se retrouvent dans les mêmes régions aujourd'hui.
| Année | Blancs | pardos | Noirs  | Indiens | Total |
| ----- | ------ | ------ | ------ | ------- | ----- |
| 1872  | 38,1 % | 38,3 % | 19,7 % | 3,9 %   | 100 % |
| 1890  | 44,0 % | 32,4 % | 14,6 % | 9,0 %   | 100 % |

Les premiers Brésiliens blancs descendent de colons d'origine portugaise. À partir des années 1870, ce groupe ethnique comprend également d'autres immigrants européens : principalement des Italiens, des Espagnols et des Allemands. On ne les trouve pas dans tout le pays mais ils sont le groupe majoritaire dans le sud et dans la province de São Paulo. Ils constituent également une proportion importante (40 %) de la population dans le nord-est du pays, dans les provinces de Ceará, Paraíba et Rio Grande do Norte. Les Brésiliens originaires d'Afrique noire habitent les mêmes régions que les mulatos. La majorité de la population des provinces de Rio de Janeiro, Minas Gerais, Espírito Santo, Bahia, Sergipe, Alagoas et Pernambuco (les quatre dernières ayant le plus faible pourcentage de Blancs de tout le pays, moins de 30 % chacun) sont d'origine africaine ou pardos. Les Indiens autochtones se trouvent principalement dans les provinces de Piauí, Maranhão, Pará et Amazonas.
En raison de l'existence de différentes communautés raciales et culturelles, le Brésil forme dès le xixe siècle une nation multi-ethnique. Toutefois, les données de l'époque sont problématiques car aucune information fiable n'est disponible pour les années antérieures à 1872. Le premier recensement national officiel en 1872 indique que, sur une population totale de 9 930 479 habitants, il y a 38,1 % de Blancs, 38,3 % de pardos, 19,7 % de Noirs et 3,9 % d'Indiens. Le recensement de 1890 montre que pour une population de 14 333 915 habitants, 44 % sont blancs, 32,4 % pardos, 14,6 % noirs et 9 % indiens.

### L’immigration européenne

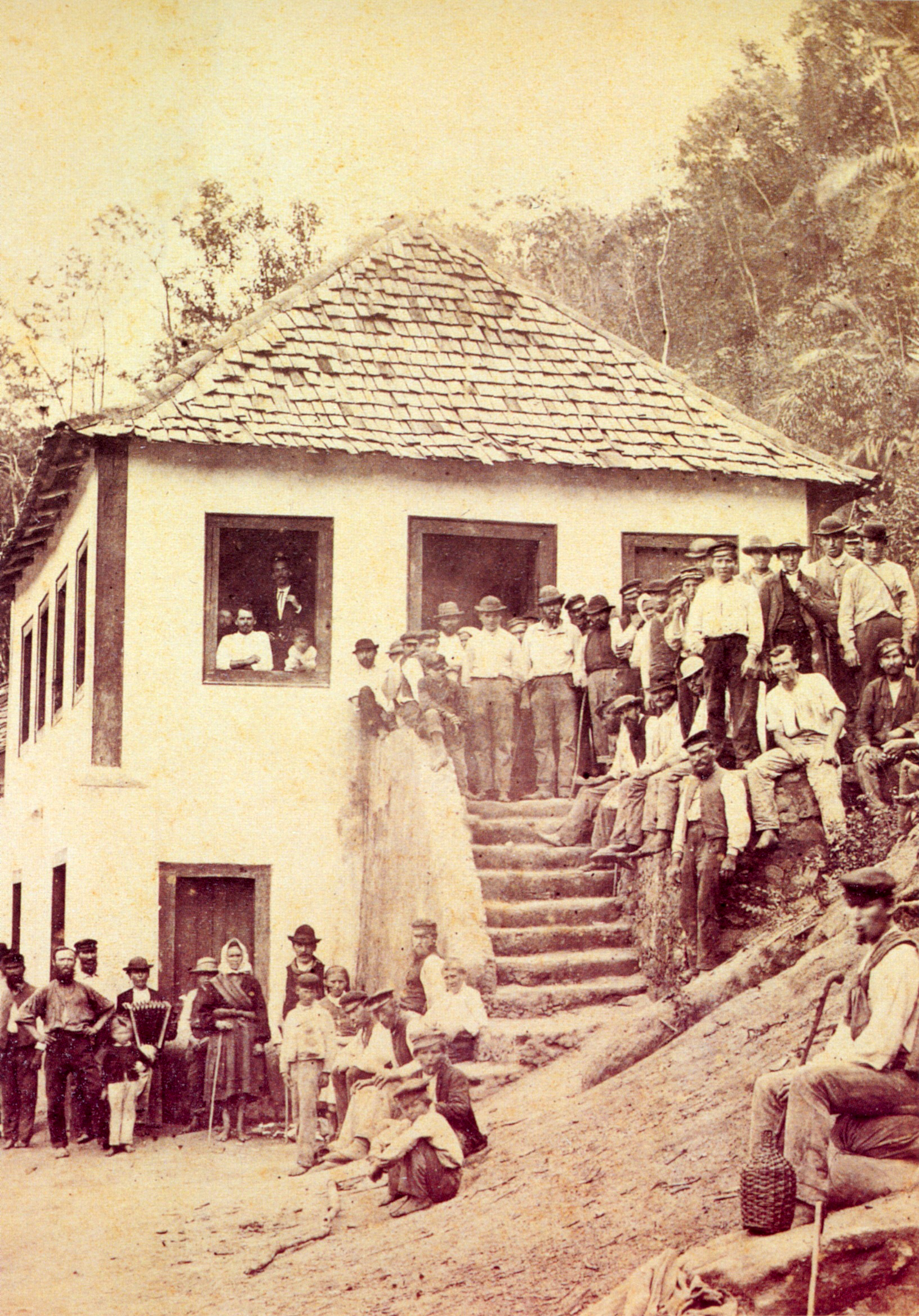
Immigrants allemands et luxembourgeois à Santa Leopoldina, dans la province d’Espírito Santo (région sud-est) en 1875.

Avant 1808, les Portugais sont les seuls Européens à s'installer en nombre significatif au Brésil. Même si des Britanniques, des Allemands, des Italiens et des Espagnols ont immigré auparavant au Brésil, ils l’ont fait seulement en très petit nombre. Ces premiers colons non portugais n’ont pas eu un impact significatif sur la culture brésilienne. La situation commence à changer après 1808, lorsque le roi Jean VI encourage l’immigration en provenance de pays européens autres que le Portugal,.
Les premiers Européens à arriver en grand nombre sont des Suisses, dont 2 000 s'installent dans la région de Rio de Janeiro en 1818. Ils sont suivis par des Allemands et des Irlandais qui immigrent au Brésil dans les années 1820. Les colons allemands s'installent pour la plupart dans les provinces méridionales, où l'environnement est le plus proche de celui de leur patrie. Dans les années 1830, l'instabilité de la Régence s'accompagne d'un moment d'arrêt de l’immigration européenne qui reprend seulement après que Pierre II a pris les rênes du gouvernement et que le pays entier traverse une période de paix et de prospérité. Les agriculteurs du sud-est, enrichis par les exportations lucratives de café, créent un « système de partenariat » (une forme d'engagisme) pour attirer les immigrants. Le système dure jusqu'à la fin des années 1850, avant de s'effondrer et d'être abandonné. Les nouveaux colons sont incapables de rembourser leurs frais de voyage et d'installations aux colons qui les ont fait venir et deviennent pratiquement des esclaves aux mains de leurs employeurs. Une autre baisse de l'immigration accompagne la guerre du Paraguay, qui dure de 1864 à 1870.
Le nombre d'immigrants explose dans les années 1870 pendant ce qui va être appelé la « Grande Immigration ». Jusque-là, près de 10 000 Européens arrivent chaque année au Brésil mais, après 1872, ces chiffres augmentent de manière spectaculaire, jusqu'à dépasser les 100 000 par an dans les années 1880,. De 1872 jusqu'à 1879, les nationalités qui constituent l'essentiel des nouveaux colons sont composées de Portugais (31,2 %), d'Italiens (25,8 %), d'Allemands (8,1 %) et d'Espagnols (1,9 %). Dans les années 1880, les Italiens passent devant les Portugais (61,8 % contre 23,3 %) et les Espagnols dépassent les Allemands (6,7 % contre 4,2 %). D'autres nationalités arrivent aussi en plus petite quantité, comme des Russes, des Polonais et des Hongrois. Comme presque tous les immigrants européens se sont installés dans le sud et le sud-est de l'Empire, la répartition ethnique, déjà déséquilibrée avant l'immigration en masse, est encore plus marquée ensuite entre les différentes régions.
L'Institut brésilien de géographie et de statistiques estime que 500 000 Européens ont immigré au Brésil entre 1808 et 1883. Le nombre de colons européens arrivés dans les années 1884 à 1893 grimpe à 883 668. Ce nombre continue d'augmenter dans la décennie qui suit, s'établissant à 862 100 en 1903, 1 006 617 en 1913. Pour un vaste pays peu peuplé (4 000 000 d'habitants en 1823 et 14 333 915 en 1890), l'immigration de plus de 1 380 000 Européens a une répercussion considérable sur la composition ethnique du pays. En 1872, l'année du premier recensement national fiable, les Brésiliens blancs représentent un peu plus d'un tiers (38,1 %) de la population totale et, en 1890, ils ont augmenté à un peu moins de la moitié (44,0 %) de tous les Brésiliens.

### L'esclavage

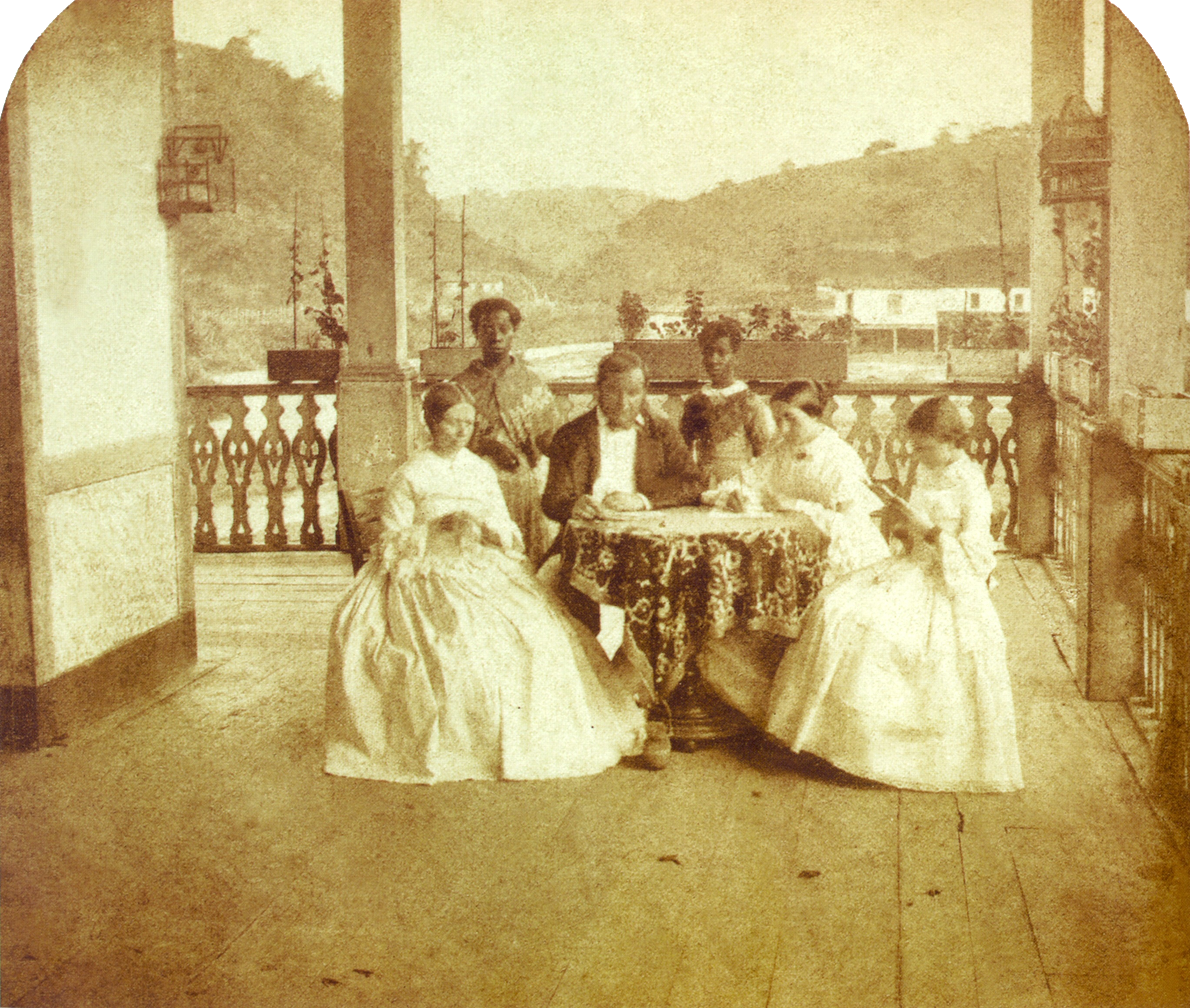
Une famille brésilienne et ses domestiques esclaves vers 1860.

En 1823, un an après l'indépendance, les esclaves représentent 29 % de la population du Brésil, un chiffre qui diminue pendant toute la durée de l'Empire : de 24 % en 1854, il passe à 15,2 % en 1872 et enfin à moins de 5 % en 1887 un an avant l'abolition de l'esclavage. Les esclaves sont surtout des hommes adultes venant du sud-ouest africain. Les esclaves au Brésil sont d'origine ethnique, religieuse et linguistique différentes, mais on les identifie plus par leur région d'origine que par leur ethnie. Certains de ces esclaves ont été capturés dans des guerres inter-tribales en Afrique puis vendus à des marchands d'esclaves,. Bien que les esclaves soient habituellement noirs ou mulâtres, on trouve quelques cas d'esclaves blancs résultant de générations de relations sexuelles inter-ethniques entre les hommes propriétaires d'esclaves et leurs femmes esclaves mulâtres (bien que ces cas soient très rares et réprouvés socialement). Les esclaves et leurs descendants vivent pour la plupart dans les régions consacrées à la production destinée à l'exportation. Les plantations de canne à sucre sur la côte orientale de la région nord-ouest au cours des XVIe et XVIIe siècles sont des activités économiques typiques tributaires du travail des esclaves. Au XVIIIe siècle, les esclaves sont utilisés pour la production de coton et de riz dans la province septentrionale du Maranhão. À la même époque, on utilise également des esclaves dans la province du Minas Gerais pour la production d'or. L'esclavage est également fréquent à Rio de Janeiro et à São Paulo au XIXe siècle pour la culture du café qui est devenue vitale pour l'économie nationale.

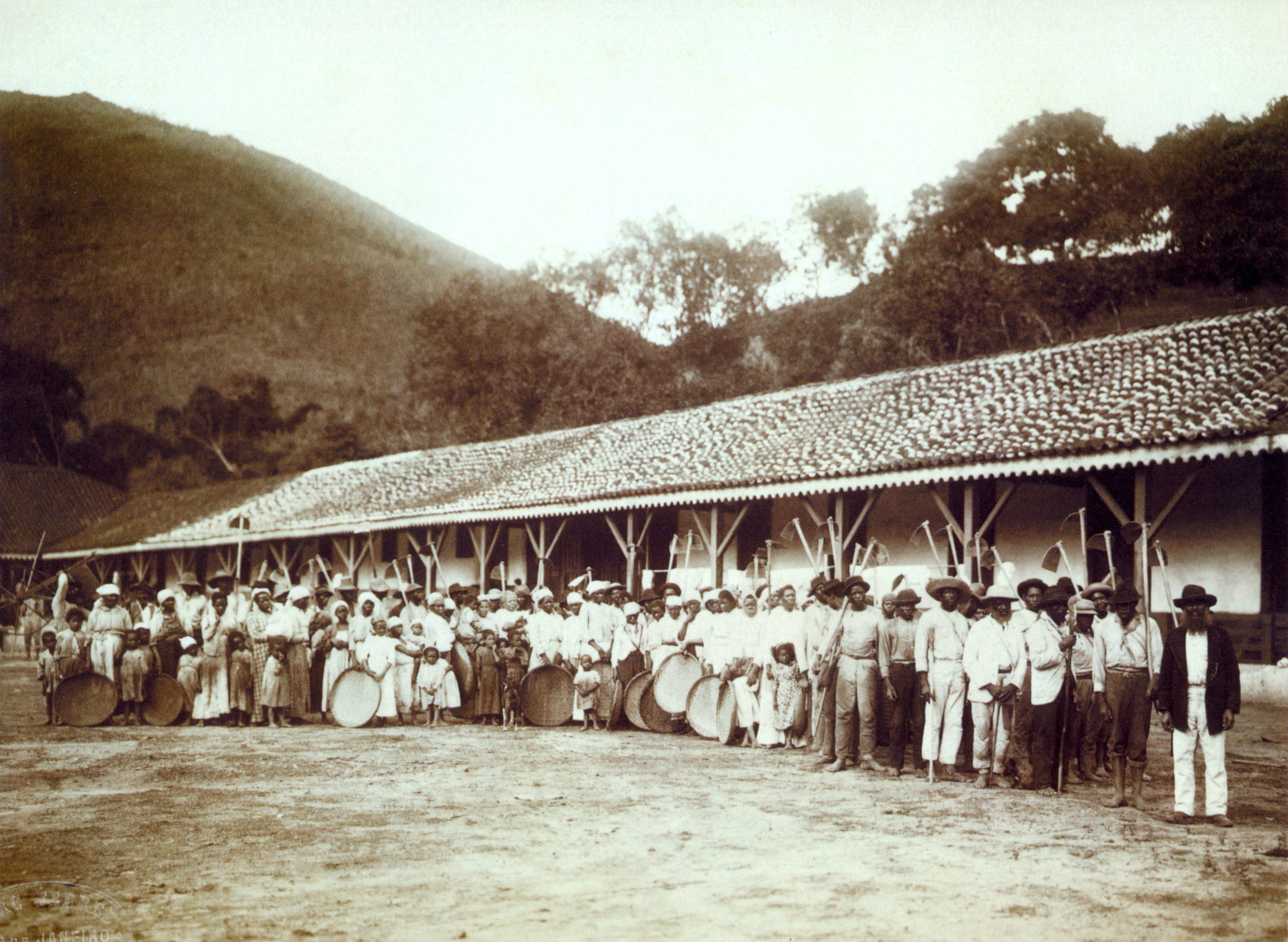
Esclaves (avec leurs enfants libres) dans une plantation de café, vers 1885.

La plupart des esclaves travaillent comme ouvriers dans les plantations. Relativement peu de Brésiliens possèdent des esclaves et les petites et moyennes exploitations emploient plutôt des ouvriers agricoles. On trouve toutefois des esclaves disséminés dans toute la société, où ils occupent des fonctions variées : ils sont utilisés comme domestiques, fermiers, mineurs, prostituées, jardiniers et à de nombreux autres postes. De nombreux esclaves affranchis acquièrent des esclaves et on cite même le cas d'esclaves qui ont leurs propres esclaves,. Les propriétaires d'esclaves, même les plus durs, adhèrent néanmoins à une pratique établie de longue date de vente des esclaves avec leur famille, veillant à ne pas les séparer.
La prévalence de l'esclavage n'est pas géographiquement uniforme dans tout le Brésil. Vers 1870, seulement cinq provinces (Rio de Janeiro avec 30 %, Bahia avec 15 %, Minas Gerais avec 14 %, São Paulo avec 7 % et Rio Grande do Sul avec également 7 %) détiennent 73 % de la totalité des esclaves. Elles sont suivies par la province de Pernambuco (avec 6 %) et d'Alagoas (avec 4 %). Parmi les 13 provinces restantes aucune n'en a plus de 3 %.
Les esclaves affranchis sont immédiatement citoyens et ont des droits civils garantis à une seule exception jusqu'en 1881 : ils ne peuvent pas voter bien que leurs enfants et descendants puissent le faire.

### Noblesse

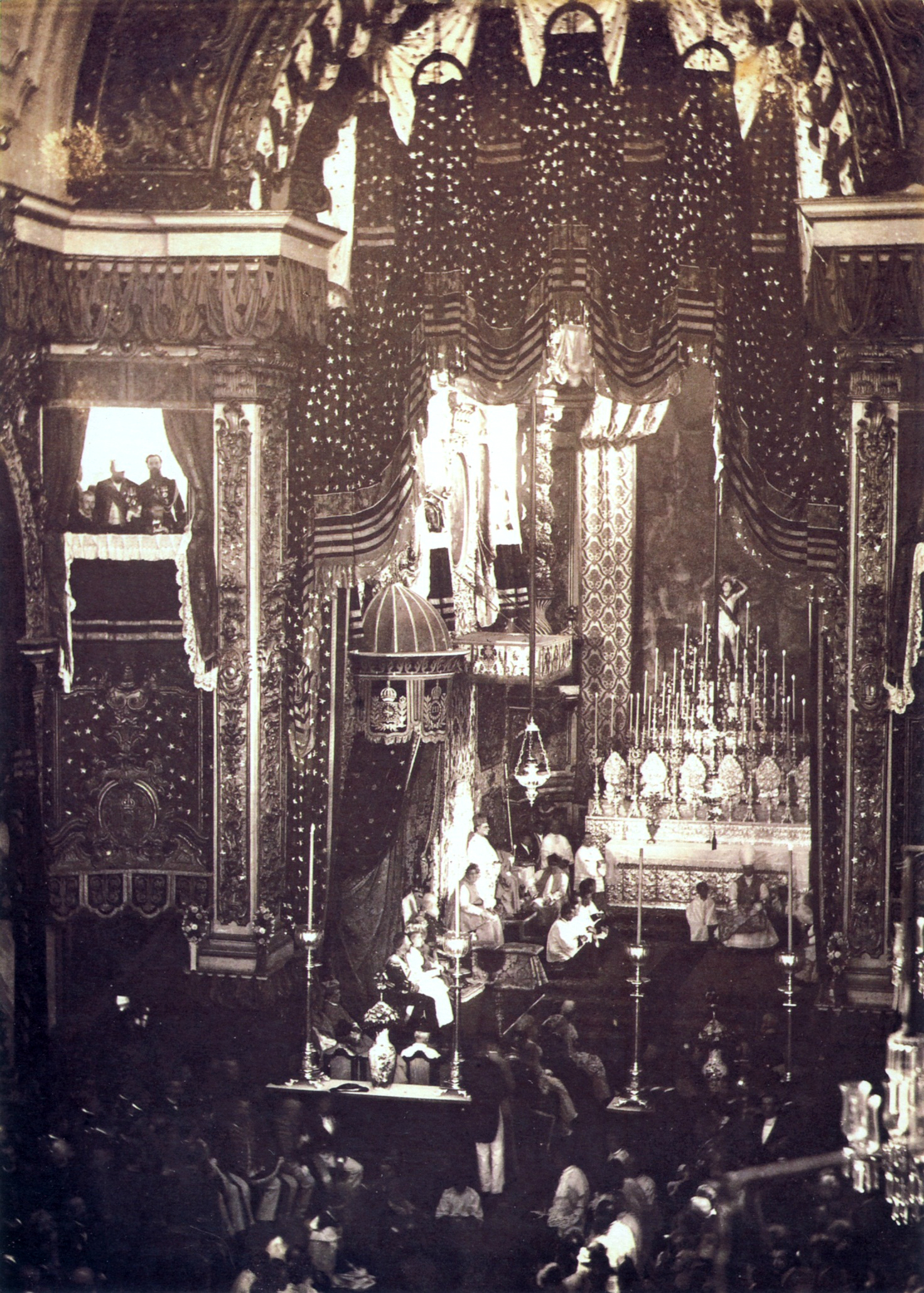
Cérémonie officielle où les participants portent une tenue de cour.

La noblesse brésilienne se distingue nettement de ses homologues européennes : les titres n'y sont pas héréditaires à la seule exception de ceux des membres de la famille impériale et les personnes qui ont été anoblies ne sont pas considérées comme appartenant à une classe sociale à part ni ne reçoivent apanages, allocations ou émoluments. Cependant, les rangs, les traditions et les règlements du système brésilien sont copiés directement sur ceux de la noblesse portugaise,. Au cours du règne de Pierre Ier, il n'y a pas de règles claires pour être anobli. Au cours du règne de Pierre II (en dehors de la courte période de la Régence où le régent ne peut pas accorder de titres ou d'honneurs), l'attribution de titres de noblesse évolue vers une méritocratie avec des titres attribués en reconnaissance de services exceptionnels rendus par un individu à l'Empire ou au bien-être de la population. Un titre de noblesse ne représente donc pas un honneur héréditaire ou la possession d'un fief titré,.
Seul l'empereur, chef du pouvoir exécutif, peut accorder titres et honneurs. Les titres de noblesse sont, dans l'ordre croissant : baron, vicomte, comte, marquis et duc. En plus de ces positions dans la hiérarchie, il y a une distinction complémentaire : comtes, marquis et ducs sont considérés automatiquement comme « Grands de l'Empire », tandis que les titres de barons et de vicomtes peuvent être attribués « avec Grandesse » ou « sans Grandesse ». Tous les membres de la noblesse ont le droit d'être appelés « Votre Excellence ».

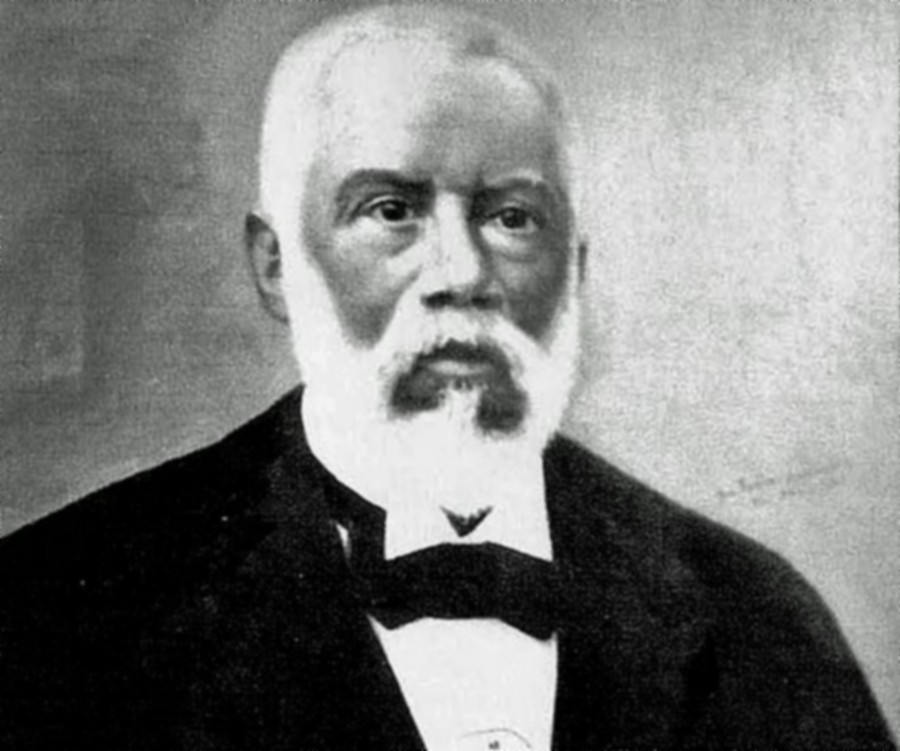
Francisco Paulo de Almeida (1826-1901), premier et unique baron de Guaraciaba, titre accordé par la princesse Isabelle. Noir, il possédait l'une des plus grandes fortunes de la période impériale, ce qui lui permit de devenir propriétaire d'environ mille esclaves,.

Entre 1822 et 1889, 986 personnes sont anoblies. Seules trois deviennent ducs : Auguste de Beauharnais, 2e duc de Leuchtenberg (fait duc de Santa Cruz, il est le beau-frère de Pierre Ier), Dona Isabelle-Marie d'Alcantara Brasileira (faite duchesse de Goiás, est une fille illégitime de Pierre Ier) et, enfin, Luís Alves de Lima e Silva (fait duc de Caxias, est le héros de la Guerre du Paraguay). Les autres titres sont accordés comme suit : 47 marquis, 51 comtes, 146 vicomtes « avec Grandesse », 89 vicomtes « sans Grandesse », 135 barons « avec Grandesse » et 740 barons « sans Grandesse » pour un total de 1 211 titres de noblesse. Il y a moins de nobles que de titres de noblesse car beaucoup sont promus à un rang plus élevé au cours de leur vie, comme le duc de Caxias qui fut fait d'abord baron, puis comte, marquis et enfin duc. Les titres de noblesse ne se limitent pas aux Brésiliens de sexe masculin. Thomas Cochrane, un Écossais, est fait marquis de Maranhão pour son rôle historique dans la guerre d'indépendance du Brésil et 29 titres de noblesse sont attribués à des femmes pour leurs propres mérites. En plus d'être sans restriction selon le sexe, il n'y a pas de différence raciale pour se voir attribuer un titre de noblesse. Caboclos, mulâtres, Noirs et Indiens peuvent également être anoblis.
Il existe aussi une petite noblesse sans titre, constituée de membres des ordres impériaux, au nombre de six : l’ordre du Christ, l’ordre de Saint-Benoît d'Aviz, l’ordre de Saint-Jacques de l’Épée, l’ordre de la Croix du Sud, l’ordre de Pierre Ier et l’ordre de la Rose. Les trois premiers ont des grades ; ce sont, en dehors de celui de grand maître (réservé à l’empereur) : chevalier, commandeur et grand-Croix. Les trois autres ont des rangs différents. L’ordre de la Croix du Sud en a quatre, l’ordre de la Rose en a six, et l’ordre de Pierre Ier trois.

### Religion

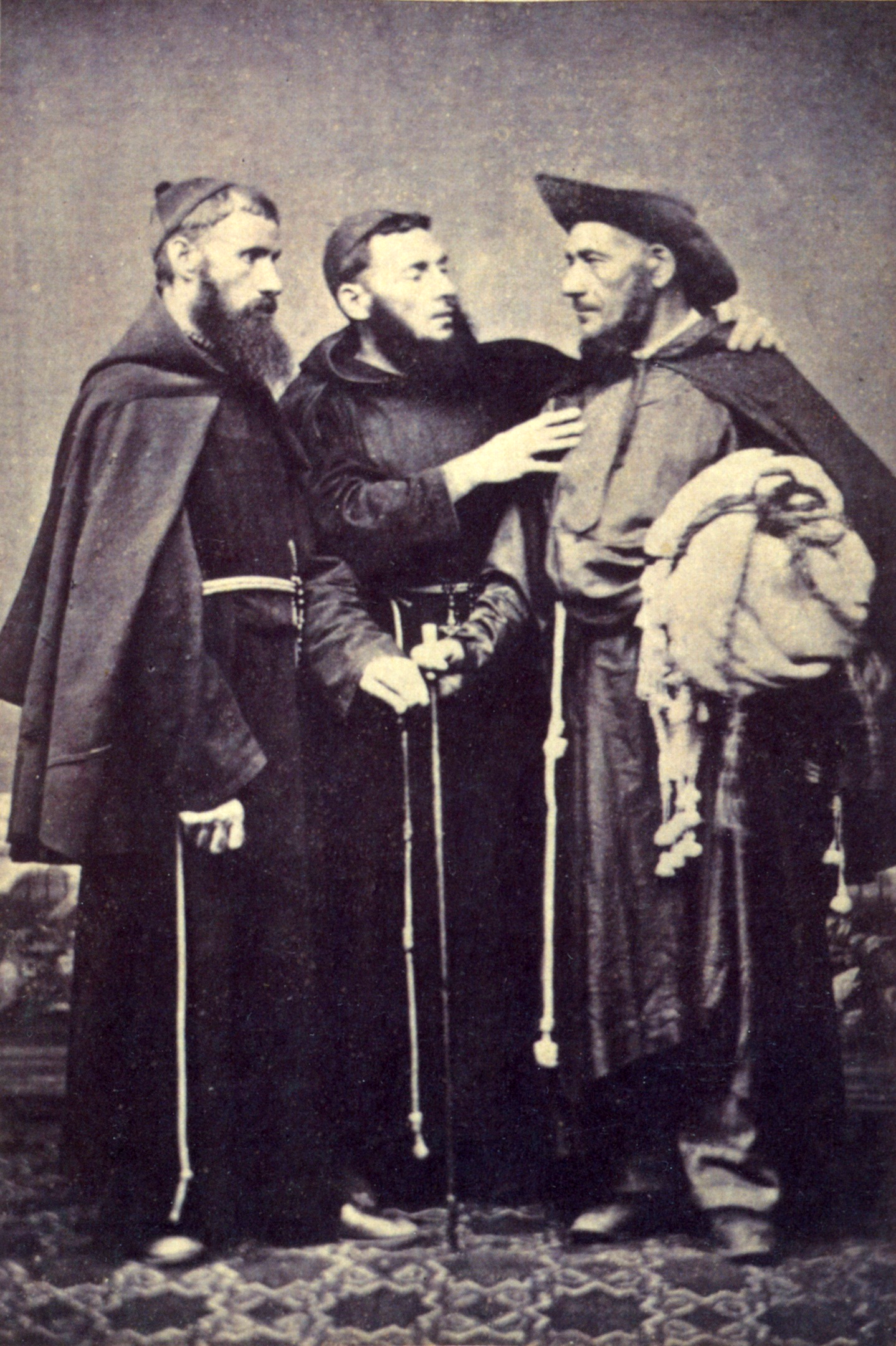
Trois frères-mendiants brésiliens, vers 1875.

L'article cinq de la Constitution déclare que le catholicisme est religion d’État. Toutefois, le clergé est longtemps en sous-effectif, indiscipliné et peu instruit,, ce qui conduit à une perte générale de respect pour l’Église. Pendant le règne de Pierre II, le gouvernement lance un programme de réformes visant à corriger ces lacunes. Comme le catholicisme est religion officielle, l'empereur exerce un important contrôle sur ses affaires et paie les salaires du clergé, choisit les curés, nomme les évêques, ratifie les bulles papales et supervise les séminaires,. Poursuivant les réformes, le gouvernement choisit les évêques pour leur aptitude morale, veille à leur formation et soutient les réformes qui rencontrent leur approbation,. Cependant, comme de plus en plus d'hommes capables commencent à occuper les rangs du clergé, le contrôle du gouvernement sur l'Église augmente le ressentiment des religieux, qui tendent à se rapprocher du Pape et de ses doctrines. Il en résulte des affrontements dans les années 1870 entre le clergé et le gouvernement, car le premier souhaite des relations plus directes avec Rome et le second cherche à maintenir son contrôle sur les affaires de l'Église.
La Constitution permet aux adeptes des autres religions de les pratiquer, mais seulement en privé. La construction de lieux de culte non catholiques est interdite. Dès le début, ces restrictions sont ignorées tant par les citoyens que par le pouvoir. À Belém, la capitale du Pará, la première synagogue est construite en 1824. Des Juifs immigrent au Brésil peu après l'indépendance et s'installent principalement dans les provinces de Bahia et de Pernambouc au nord-est du pays et de l'Amazonas et de Pará au nord. D'autres Juifs arrivent d'Alsace-Lorraine alors allemande et de Russie. Dans les années 1880, on trouve plusieurs synagogues et communautés juives dispersées à travers le Brésil.
Les protestants sont une autre communauté religieuse qui commence à s'installer au Brésil au début du xixe siècle. Les premiers protestants viennent d'Angleterre et une première église anglicane est ouverte à Rio de Janeiro en 1820. D'autres s'établissent par la suite dans les provinces de São Paulo, Pernambouc et Bahia. Ils sont suivis par les luthériens allemands et suisses qui s'installent dans les régions Sud et Sud-Ouest et construisent leurs lieux de culte eux-mêmes. Après la guerre de Sécession aux États-Unis, dans les années 1860, des immigrants sudistes cherchant à échapper à la reconstruction s'installent à São Paulo. Plusieurs Églises américaines (baptistes, luthériens, méthodistes et congrégationalistes) parrainent des activités missionnaires dans le pays.
Parmi les esclaves africains, le catholicisme est la religion majoritaire. La plupart des esclaves sont originaires du centre-ouest et du sud-ouest de la côte africaine. Ces régions ont connu pendant plus de quatre siècles les activités de missions chrétiennes. Certains Africains et leurs descendants ont cependant gardé des éléments de traditions religieuses animistes en les fusionnant avec le catholicisme. Il en résulte la création de cultes syncrétiques tels que le candomblé. Une petite minorité d'esclaves africains est de religion musulmane mais la pratique de cette religion est durement réprimée et, à la fin du xixe siècle, elle disparaît. Au début du xixe siècle, la plupart des Indiens de l'est du Brésil sont soit assimilés soit décimés. Certains fuient plus à l'ouest pour résister à l'assimilation et peuvent maintenir leurs croyances polythéistes diverses, ou sont placés dans des aldeamentos (réserves), où ils sont finalement convertis au catholicisme.

## Culture

### Arts visuels

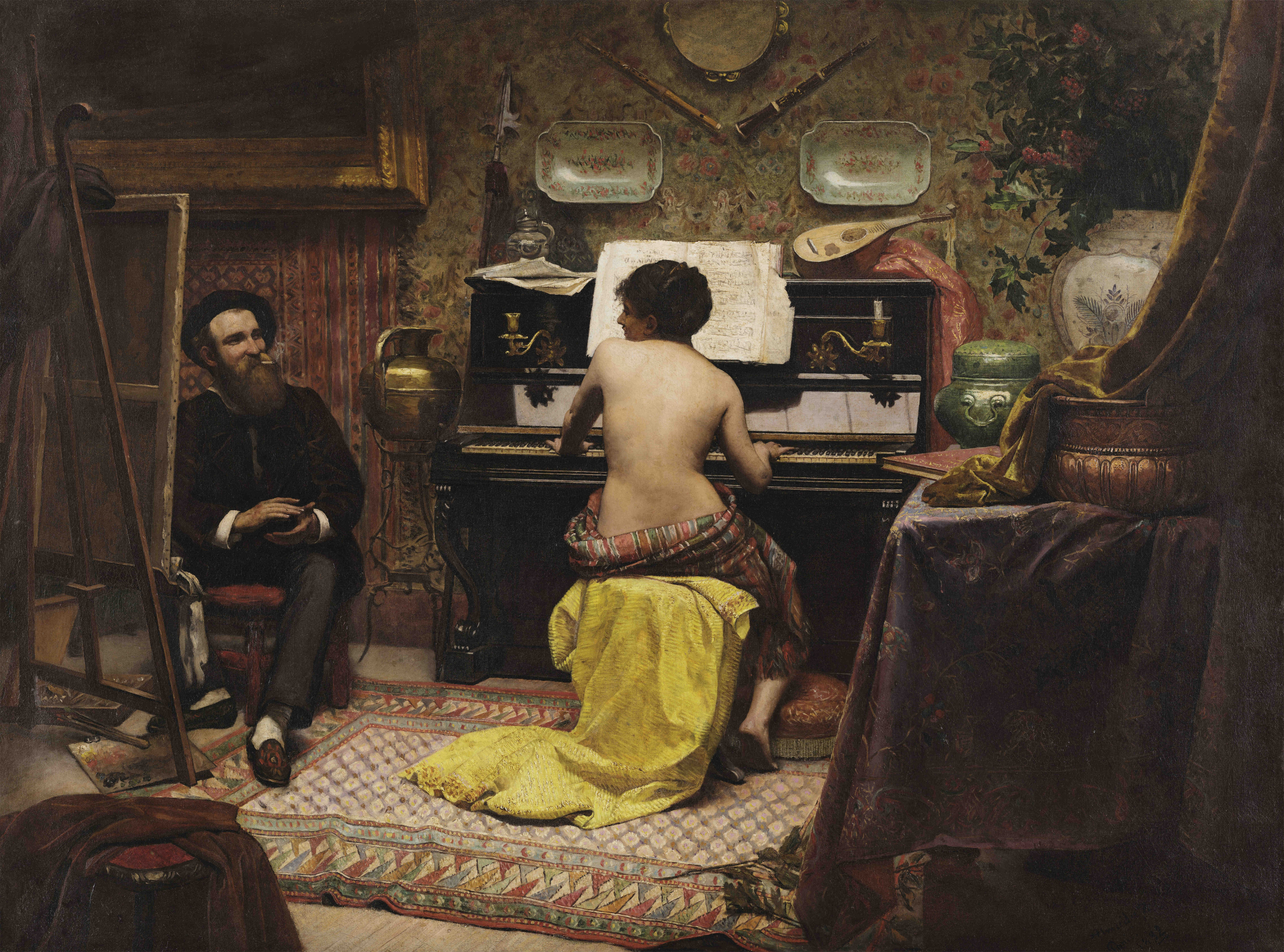
O descanso do modelo (Le repos du modèle) par Almeida Júnior, 1882.

Selon l'historien Ronald Raminelli, « les arts visuels connaissent de très importantes innovations au cours de l'Empire par rapport à la période coloniale ». Avec l'indépendance en 1822, la peinture, la sculpture et l'architecture sont influencées par les symboles nationaux et la monarchie, qui dépassent par leur importance les thèmes religieux. Le vieux style baroque portugais est remplacé par le néoclassicisme. De nouvelles méthodes telles que l'utilisation du fer dans l'architecture et l'apparition de la lithographie et la photographie, revitalisent les arts visuels.
La création par le gouvernement de l’Académie impériale des Beaux-Arts dans les années 1820 joue un rôle essentiel en influençant et développant les arts visuels au Brésil, d'abord par la formation de générations d'artistes, mais aussi en servant de guide stylistique. L'origine de l'Académie réside dans la fondation de l’Escola Real de Ciências, Artes e Ofícios (École royale des Sciences, des Arts et Métiers) en 1816 par le roi Jean VI de Portugal. Ses membres, dont le plus célèbre est Jean-Baptiste Debret, sont des émigrés français qui travaillent comme peintres, sculpteurs, musiciens et ingénieurs. L'objectif principal de l'école est d'encourager l'esthétique française et le style néo-classique pour remplacer le style baroque portugais. Handicapée par un manque de fonds depuis sa création, l'école est rebaptisée Académie des Beaux-Arts en 1820 et reçoit son nom définitif sous l'Empire : Académie impériale des Beaux-Arts en 1824.

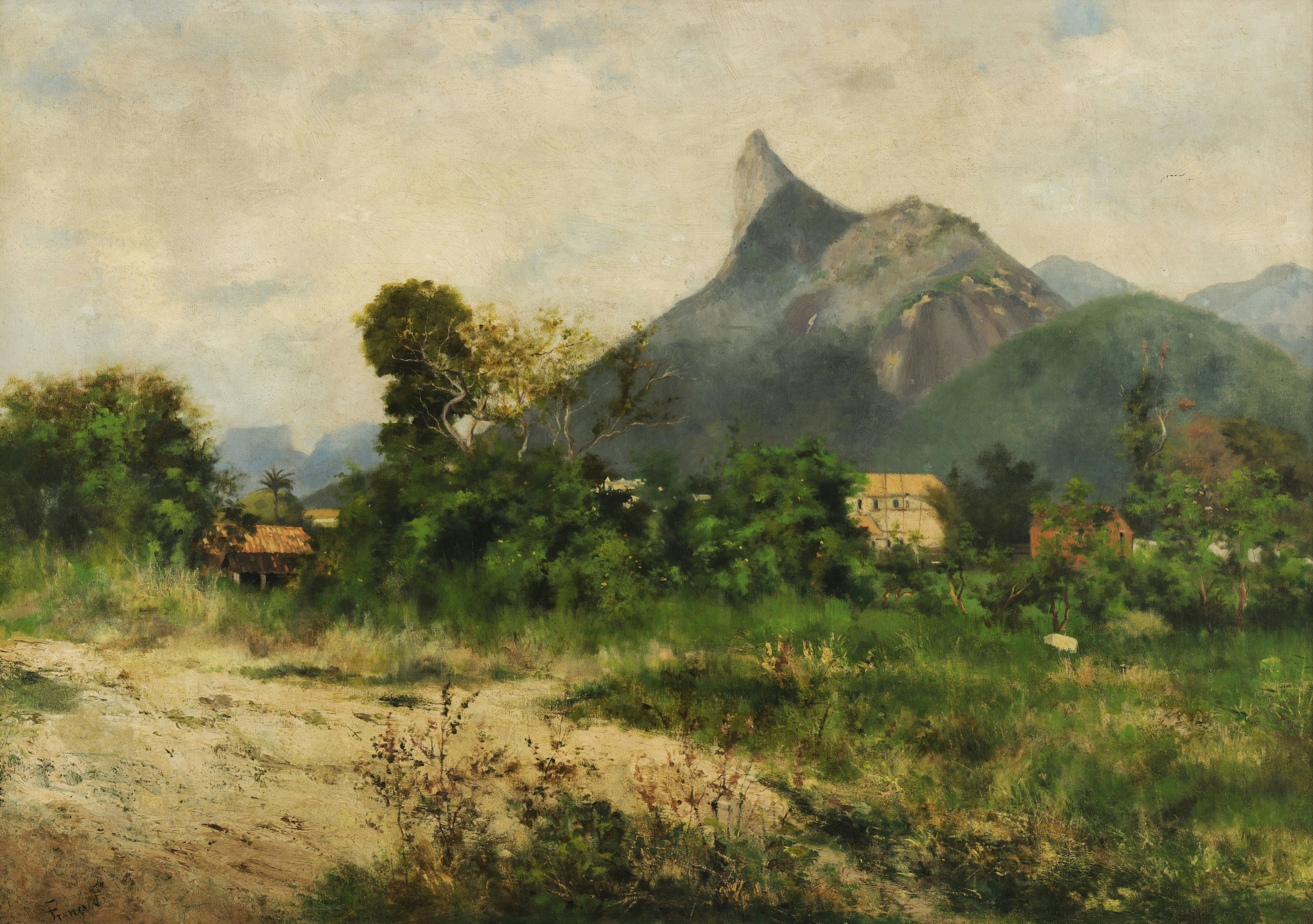
Morro da Viúva (Le mont de la Veuve) par França Junior, vers 1888.

Ce n'est cependant qu'à la majorité de Pierre II, en 1840, que l'Académie arrive à son apogée, comme partie du grand projet de l'empereur de développer une culture nationale et, ainsi, d'unir tous les Brésiliens dans un sentiment national commun. Pierre II encourage systématiquement les arts par l'intermédiaire de plusieurs institutions publiques financées par le gouvernement (il ne se limite pas à l'Académie des Beaux-Arts), comme l'Institut historique et géographique brésilien, les Archives nationales, l'Institut géographique, l'Académie impériale de musique et l'Opéra National. Ce parrainage ne se limite pas à la carrière des artistes, mais s'étend à des spécialistes d'autres domaines comme les historiens avec Francisco Adolfo de Varnhagen et les musiciens avec le compositeur d'opéra Antônio Carlos Gomes.
Dans les années 1840, le romantisme supplante largement le néoclassicisme, non seulement en peinture mais aussi en sculpture et en architecture. L'académie ne se contente pas d'assurer simplement une formation : prix, médailles, bourses et financement de séjours dans les pays étrangers servent d'encouragements. Parmi ses enseignants et ses étudiants figurent les plus grands artistes brésiliens de l'époque comme Simplício Rodrigues de Sá, Félix-Émile Taunay, Manuel de Araújo Porto-alegre, Pedro Américo, Victor Meirelles, Rodolfo Amoedo, Almeida Júnior, Rodolfo Bernardelli et João Zeferino da Costa,.
Dans les années 1880, le romantisme décline après avoir été longtemps considéré comme le style officiel de l'Académie et une nouvelle génération d'artistes explore d'autres styles. Parmi les nouveaux genres figurent l'art paysager, dont les représentants les plus célèbres sont Georg Grimm, Giovanni Battista Castagneto, França Junior et Antonio Parreiras. Un autre style acquiert sa popularité dans les domaines de la peinture et de l'architecture : l'éclectisme.

### Littérature et théâtre

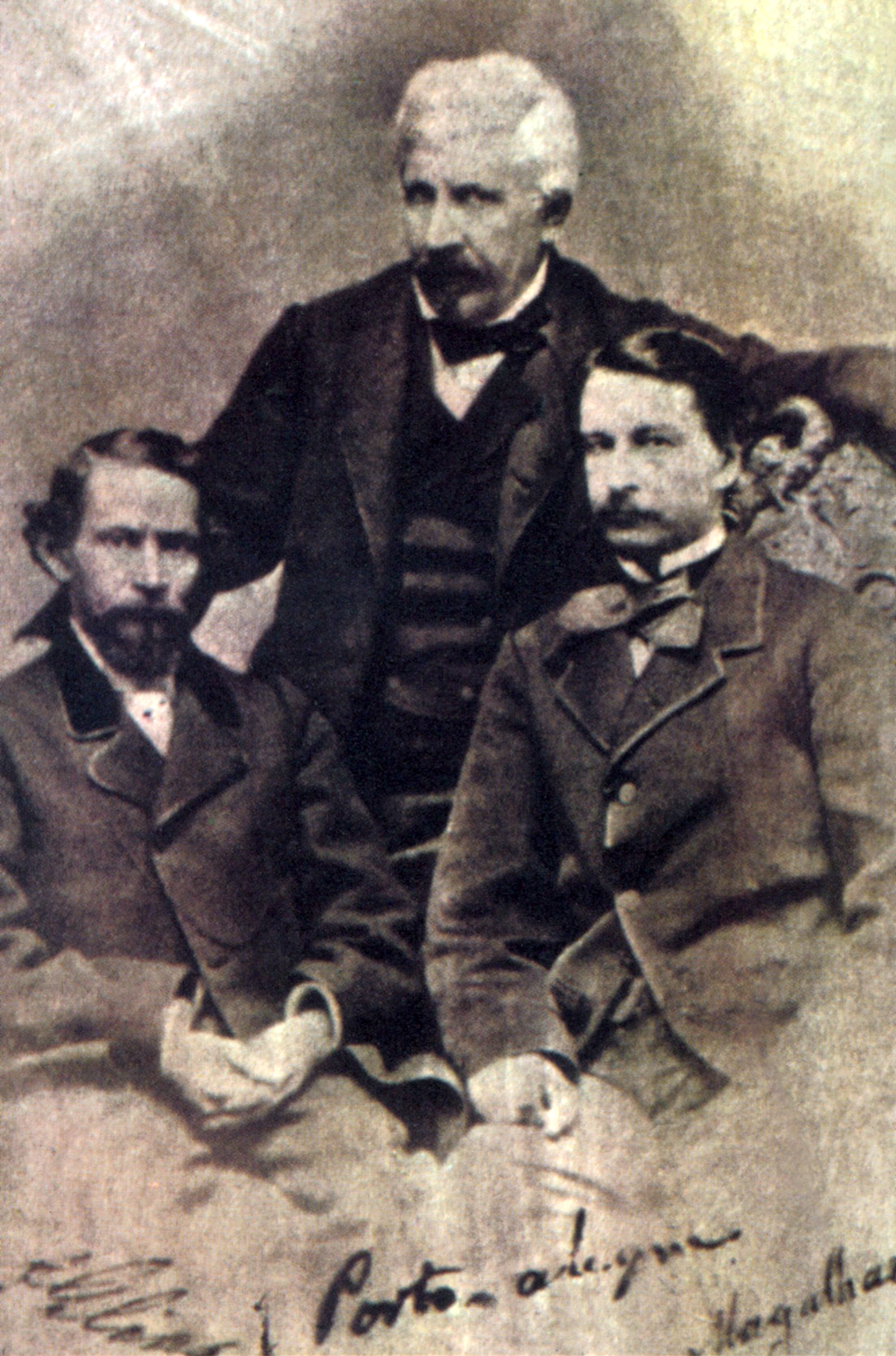
Photographie datant des années 1858, montrant trois des principaux écrivains romantiques brésiliens. De gauche à droite : Gonçalves Dias, Manuel de Araújo Porto-alegre et Gonçalves de Magalhães.

Dans les premières années qui suivent l'indépendance, la littérature brésilienne est encore fortement influencée par la littérature portugaise et son style néoclassique. En 1837, Gonçalves de Magalhães publie le premier ouvrage romantique brésilien qui marque le début d'une nouvelle époque. L'année suivante, en 1838, est jouée la première pièce de théâtre réalisée par des Brésiliens sur un thème national, marquant la naissance du théâtre brésilien. Jusque-là, les sujets traités sont souvent basés sur des thèmes européens même s'ils sont joués par des acteurs brésiliens. À cette époque, le romantisme est considéré comme le meilleur style littéraire pour la littérature brésilienne, qui saura en faire valoir son originalité. Pendant les années 1830 et 1840, « un réseau de journaux, de revues, d'éditeurs et de maisons d'édition font leur apparition en même temps que se créent des compagnies de théâtre dans les grandes villes ouvrant ce qu'on peut appeler, malgré l'étroitesse de son champ d'application, une culture nationale ».
Le romantisme atteint son apogée entre la fin des années 1850 et le début des années 1870 même si on peut le subdiviser en plusieurs branches, comme l'indianisme et le sentimentalisme. Style littéraire le plus influent au Brésil au xixe siècle, la plupart des écrivains brésiliens les plus célèbres en sont des représentants : Manuel de Araújo Porto-alegre, Gonçalves Dias, Gonçalves de Magalhães, José de Alencar, Bernardo Guimarães, Álvares de Azevedo, Casimiro de Abreu, Castro Alves, Joaquim Manuel de Macedo, Manuel Antônio de Almeida et Alfredo d'Escragnolle Taunay.
Au théâtre, le dramaturge romantique le plus célèbre est Martins Pena, même si d'autres, comme Joaquim Manuel de Macedo, atteignent également la célébrité. Alors que le romantisme brésilien trouve sa place dans la littérature, il ne connaît pas le même succès au théâtre et la plupart des pièces jouées sont soit des tragédies néoclassiques soit des œuvres romantiques portugaises ou traduites de l'italien, du français ou de l'espagnol. Comme dans d'autres domaines, le théâtre est soutenu par le gouvernement (après la création du conservatoire d'art dramatique brésilien en 1845) qui aide financièrement les compagnies nationales jouant des pièces en portugais.
Les premiers écarts au romantisme apparaissent dans les années 1870, mais ce n'est qu'au cours de la décennie suivante que de nouveaux styles littéraires vont prendre place. Le premier à apparaître est le réalisme, qui compte parmi ses écrivains les plus remarquables Joaquim Maria Machado de Assis et Raul Pompeia. De nouveaux styles coexistent avec le réalisme : le naturalisme et le mouvement parnassien, qui sont tous deux une évolution du premier. Parmi les naturalistes les plus connus, on peut citer Aluísio Azevedo et Adolfo Caminha. Les parnassiens les plus célèbres sont Gonçalves Crespo, Alberto de Oliveira, Raimundo Correia et Olavo Bilac.
Le théâtre brésilien est influencé par le réalisme dès 1855, bien avant la littérature et la poésie. Les plus célèbres dramaturges réalistes incluent José de Alencar, Quintino Bocaiúva, Joaquim Manuel de Macedo, Júlia Lopes de Almeida et Maria Angélica Ribeiro. Des années 1850 jusqu'à la fin de l'Empire, les pièces de théâtre brésiliennes mises en scène par des compagnies nationales continuent à affronter des pièces et des compagnies étrangères. Les arts du spectacle au Brésil comprennent aussi les duos musicaux, la danse, la gymnastique, la comédie et les farces. Moins prestigieux mais plus populaires auprès des classes laborieuses sont les marionnettistes, les magiciens, et le cirque, avec ses compagnies itinérantes composées d'acrobates, d'animaux dressés, d'illusionnistes et d'autres artistes.

### Quelques articles consacrés à la famille impériale
- Empereurs : Jean, Pierre Ier et Pierre II du Brésil
- Impératrices : Charlotte-Joachime d'Espagne, Marie Léopoldine d'Autriche, Amélie de Leuchtenberg et Thérèse-Christine de Bourbon-Siciles
- Princesse régente : Isabelle du Brésil
- Autres princesses : Janvière, Françoise, Marie-Amélie et Léopoldine du Brésil
- Princes consorts : Gaston d'Orléans et Auguste de Saxe-Cobourg-Kohary
- Maison d'Orléans-Bragance : Liste des prétendants au trône brésilien, branche de Petropolis et branche de Vassouras

### Autres articles connexes
- Conflits de l'Empire (Brésil)
- Proclamation de la république au Brésil